# Cyclotron de Louvain-la-Neuve
Le Cyclotron de Louvain-la-Neuve, appelé CYCLONE (CYClotron de LOuvain-la-NEuve), est un ensemble architectural de style brutaliste édifié de 1970 à 1972 à Louvain-la-Neuve, section de la ville belge d'Ottignies-Louvain-la-Neuve, en Brabant wallon.
C'est le premier bâtiment terminé par l'université lors de son déménagement en raison de l'affaire de Louvain et, à l'époque de sa construction, le cyclotron le plus important d'Europe.
Outre deux accélérateurs de particules, on y trouve les écoles de mathématique et de physique de l'Université catholique de Louvain et l'institut de recherche correspondant, le centre de technologies moléculaires appliquées, le service de radioprotection de l'UCLouvain, un incubateur d'entreprises et un espace de travail partagé.

## Localisation
Le Cyclotron se dresse au numéro 1 du chemin du Cyclotron, à l'est de la ville de Louvain-la-Neuve, entre le boulevard Baudouin Ier, l'avenue Louis de Geer et le chemin du Cyclotron, à quelques centaines de mètres de la route nationale 4 qui relie Bruxelles à Namur, et au nord du parc scientifique de Louvain-la-Neuve, connu sous le nom de parc scientifique Einstein.

## Historique

### Le premier cyclotron de l'université catholique de Louvain à Heverlee

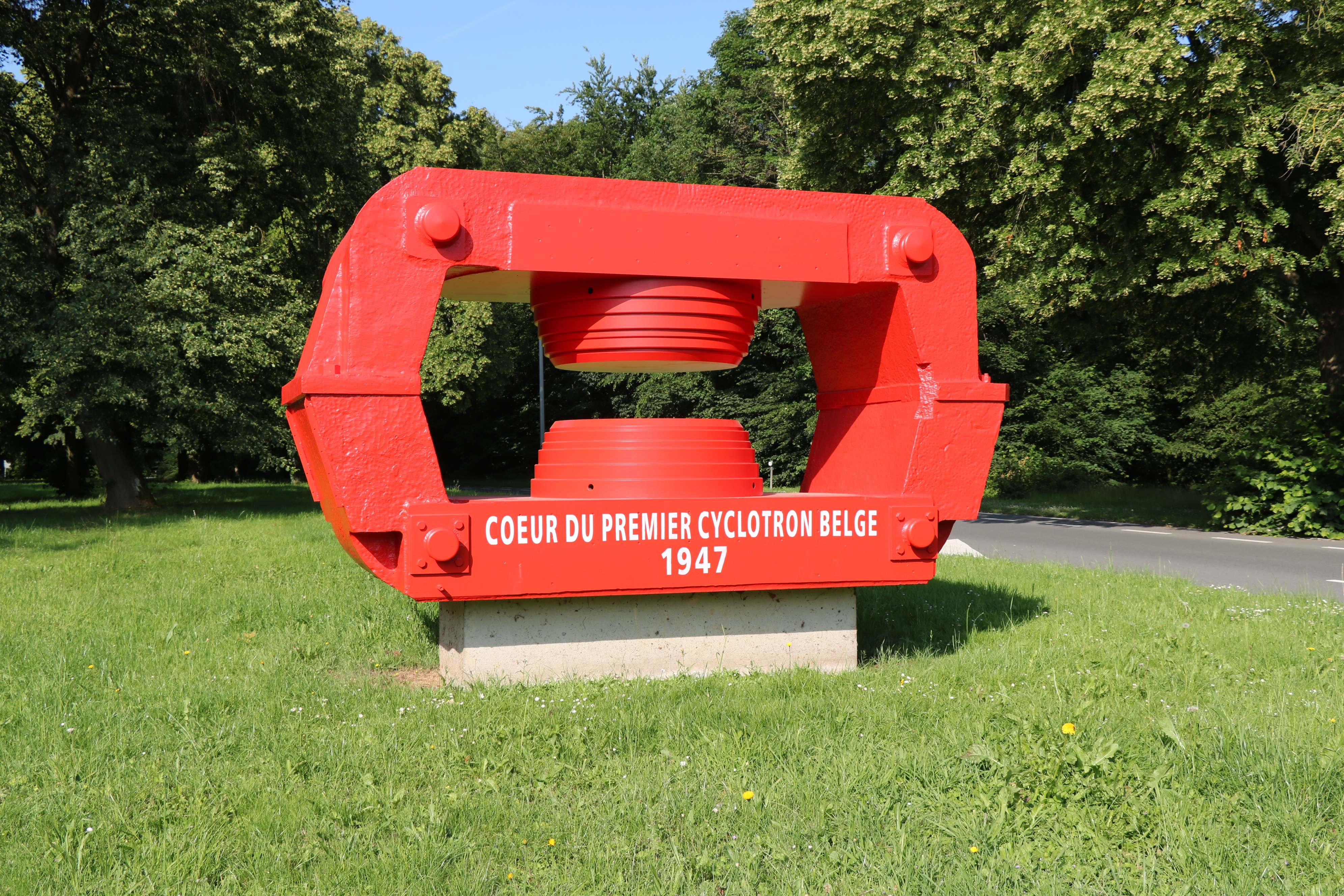
Cœur du premier cyclotron belge, construit à Heverlee en 1947 et exposé à Louvain-la-Neuve.

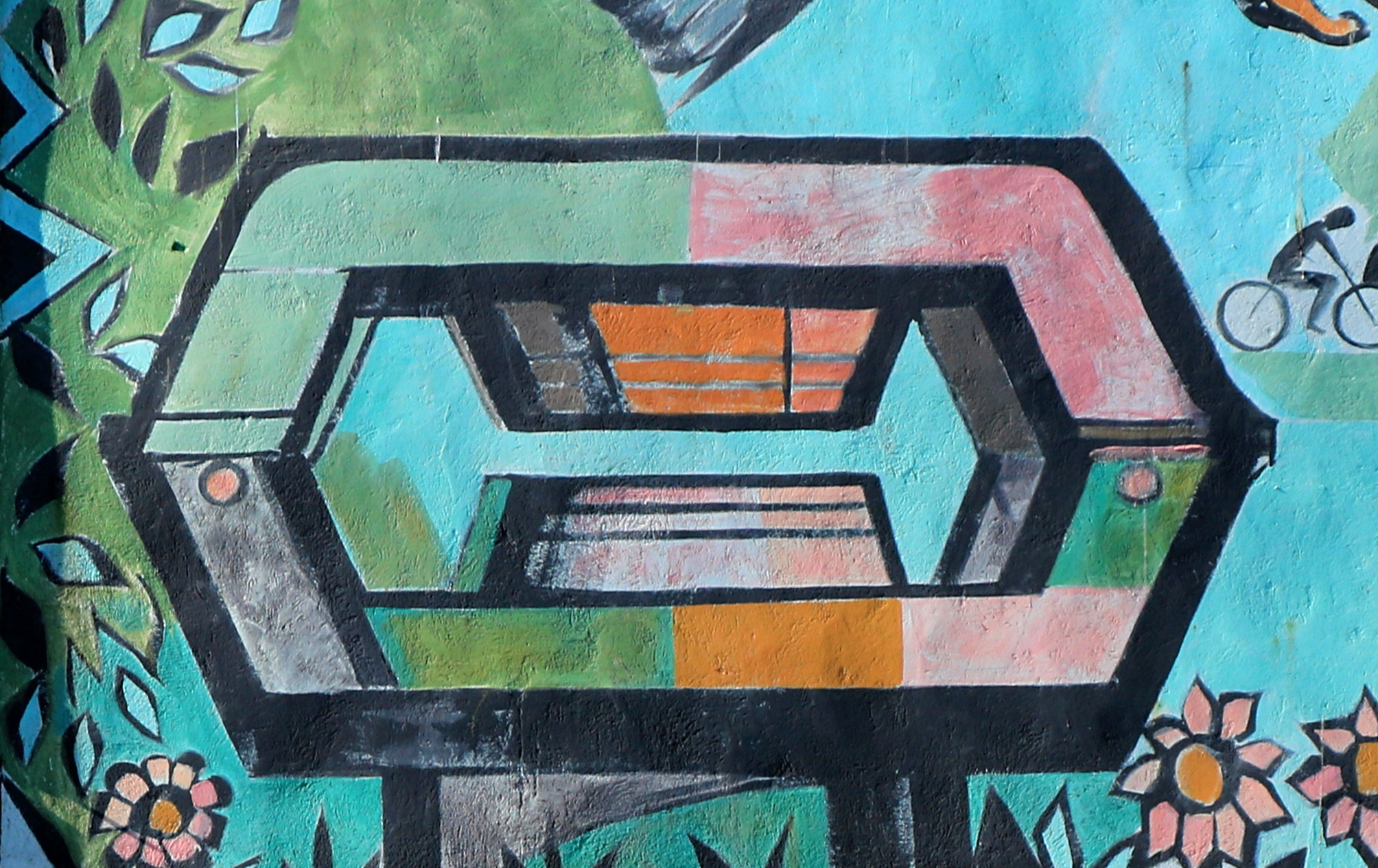
Le cœur du premier cyclotron belge, représenté sur la fresque « La Liesse populaire » de Claude Rahir sur les murs du Centre culturel d'Ottignies-Louvain-la-Neuve.

Après la Seconde Guerre mondiale, l'Université catholique de Louvain entame sous l'impulsion du professeur Marc de Hemptinne la construction d'un cyclotron accélérant des deutons à Heverlee dans la banlieue de Louvain.
Le cyclotron de Heverlee est construit en 1947 et inauguré en 1952 : il servira à la production d'isotopes radioactifs et de neutrons rapides, ainsi qu'à l'étude des réactions nucléaires.
On peut encore voir le cœur de ce premier cyclotron belge, installé comme un monument à l'intersection du boulevard Baudouin Ier et de l'avenue Albert Einstein, à quelques dizaines de mètres au nord du Cyclotron de Louvain-la-neuve,,. Ce témoin du patrimoine d'archéologie industrielle, fait d'acier peint en rouge et d'un volume d'environ 6 m3, a été installé à cet endroit vers 1970-1972 à proximité du premier bâtiment de Louvain-la-Neuve.

### Genèse de la ville universitaire de Louvain-la-Neuve
Au cours des années 1960, le nombre d'étudiants de l'Université catholique de Louvain augmente rapidement en raison de l'évolution démographique et de la démocratisation des études supérieures. La loi du 9 avril 1965 sur l'expansion universitaire autorise la partie francophone de l'Université à envisager son expansion à Woluwe-Saint-Lambert et en Brabant wallon, ce qui amène l'Université à acquérir 150 hectares dès septembre 1966 sur le plateau agricole de Lauzelle à Ottignies.
Par ailleurs, les tensions entre les communautés linguistiques francophone et néerlandophone deviennent explosives à cause des revendications du mouvement flamand (né dès 1840) qui exige l'homogénéité culturelle de la Flandre. Ces tensions atteignent leur paroxysme en 1967-1968 avec l'affaire de Louvain, crise politique connue sous les noms de « Walen Buiten » (« Les Wallons dehors ») et de « Leuven Vlaams » (« Louvain flamande ») durant laquelle les Flamands exigent le départ des étudiants francophones de Louvain au nom du droit du sol et de l'unilinguisme régional, ce qui amène l'Université à décider le transfert intégral de sa section francophone hors de Louvain et à faire sortir de terre une ville universitaire entièrement neuve à Ottignies à partir de 1970,.
La loi du 24 mai 1970 institue deux universités séparées, la première pierre de la ville nouvelle de Louvain-la-Neuve est posée le 2 février 1971 et la faculté des Sciences appliquées ainsi que les premiers habitants s'y installent dès 1972.

### Construction du Cyclotron de Louvain-la-Neuve
Dans le cadre de ce déménagement vers Louvain-la-Neuve, l'Université catholique de Louvain décide de construire un nouveau cyclotron, appelé CYCLONE (CYClotron de LOuvain-la-NEuve).
En 1968, Roger Bastin, un architecte inspiré par la ligne épurée de grands noms du modernisme comme Le Corbusier en France et Alvar Aalto en Suède, fournit à l'Université catholique de Louvain un plan directeur pour la ville en projet,.
Le plan directeur de Roger Bastin n'est pas retenu mais il se voit, en contrepartie, confier le chantier du Cyclotron,,, qu'il mènera avec ses associés Guy Van Oost et Pierre Lamby,.
Ce chantier est le tout premier chantier de Louvain-la-Neuve, entamé dès 1970 alors que la première pierre du nouveau site de l'Université ne sera posée que le 2 février 1971, et le Cyclotron est le tout premier bâtiment achevé sur le nouveau site de Louvain-la-Neuve : il est terminé en 1971 et inauguré en 1972. La ville habitée sera inaugurée en octobre 1972.

### Le Centre de recherche du Cyclotron
Le Centre de recherche du Cyclotron est doté dès le début des années 1970 d'un premier accélérateur de particules appelé CYCLONE110, construit par Thomson-CSF en collaboration avec les Ateliers de constructions électriques de Charleroi (ACEC) et utilisé pour la physique nucléaire, la production d'isotopes et les applications médicales et technologiques.
Un deuxième accélérateur, appelé CYCLONE30, est conçu et construit par l'équipe du Centre de recherche du Cyclotron dans la période 1984 - 1987 : cette machine, principalement conçue pour des applications industrielles et médicales, est utilisée pour la production d'isotopes.
À l'époque de sa construction, le cyclotron de Louvain-la-Neuve est un des plus performants au monde.

### Yves Jongen et la spin-off Ion Beam Applications (IBA)

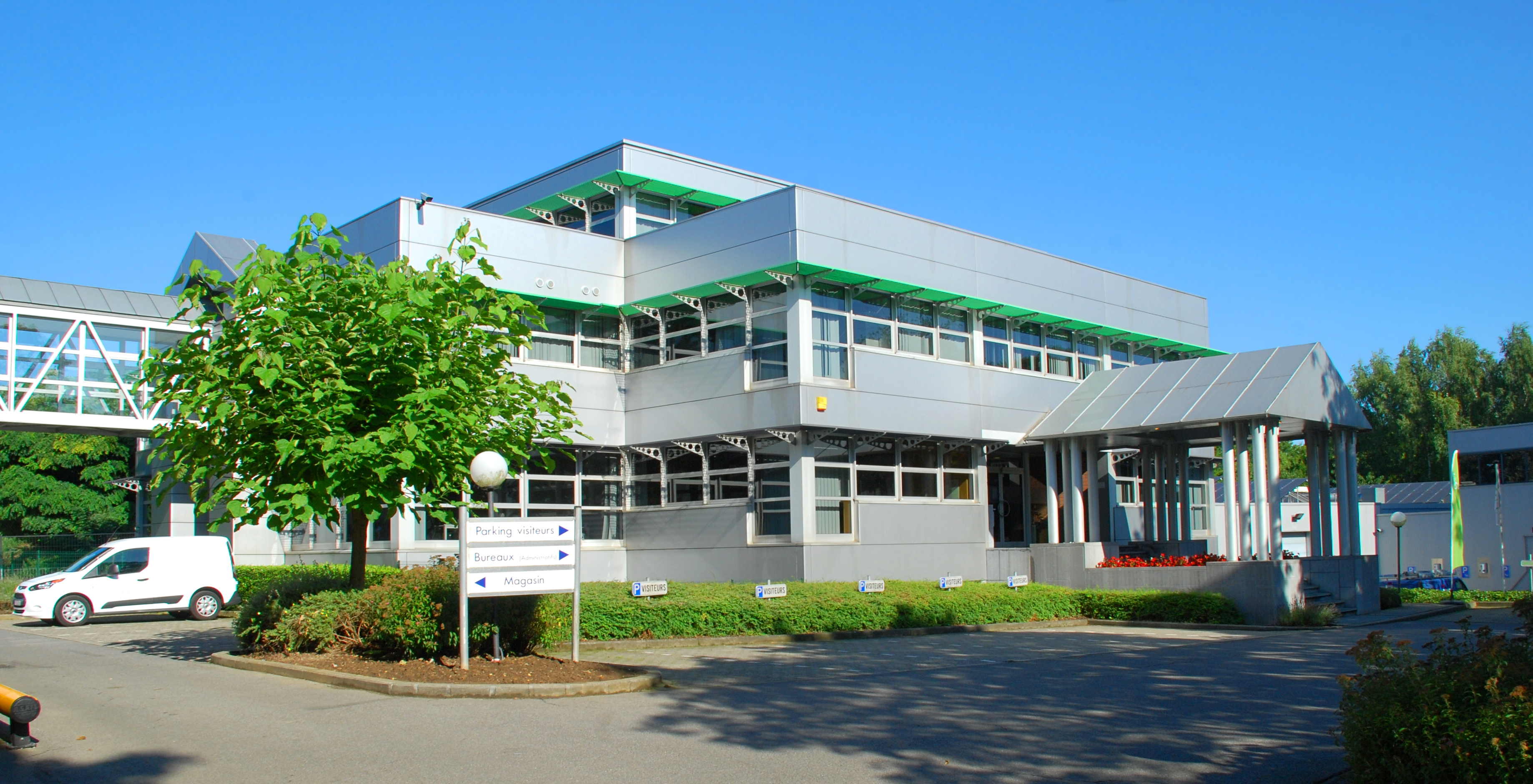
Siège de la société Ion Beam Applications (IBA), en face de la tour est du Cyclotron.

Le premier directeur du Centre de recherche du Cyclotron est Yves Jongen, originaire de Nivelles, qui effectue durant les années 1960 à l'Université catholique de Louvain des études d'ingénieur électronicien qu'il prolonge par une spécialisation en physique nucléaire. Jongen s'installe en août 1970 dans une maison située près du futur centre de la nouvelle ville en plein chantier, ce qui lui vaut d'être considéré comme le premier habitant de Louvain-la- Neuve.
Alors qu'il est directeur du Centre de recherches du Cyclotron, Yves Jongen a l'idée de réduire la taille et le coût du cyclotron, ce qui l'amènera à mettre au point, au milieu des années 1970, un accélérateur de particules spécialement adapté à des usages cliniques et à fonder en 1986 la spin-off Ion Beam Applications (IBA) dont le siège est installé face à la tour orientale du Cyclotron.

## Statut patrimonial
Le Cyclotron de Louvain-la-Neuve fait l'objet d'une « inscription » comme monument et figure à l'Inventaire du patrimoine immobilier culturel de la Wallonie sous la référence 25121-INV-0070-01.

## Architecture

### Style brutaliste

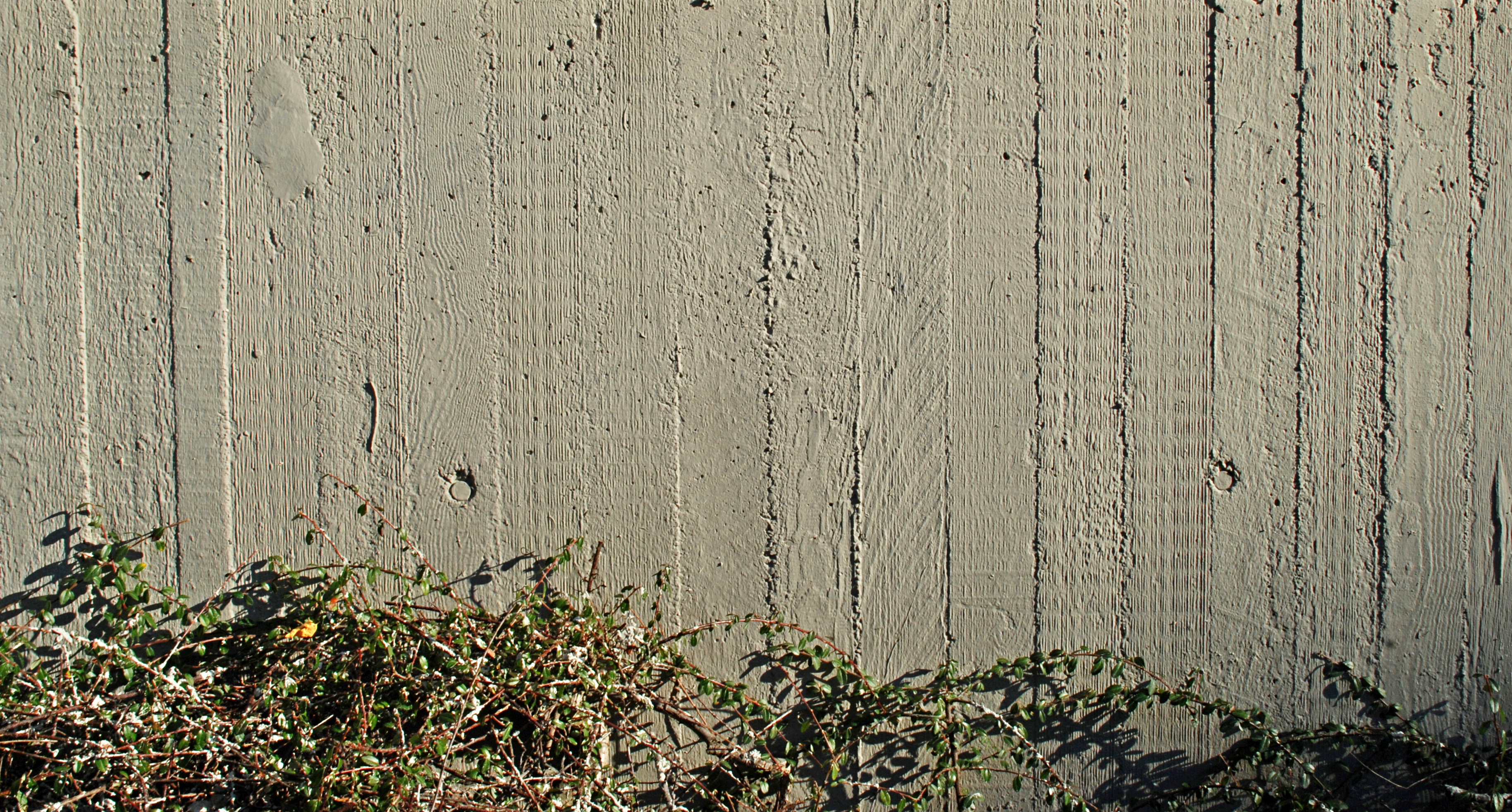
L'aspect « béton brut » de la base de la tour nord.

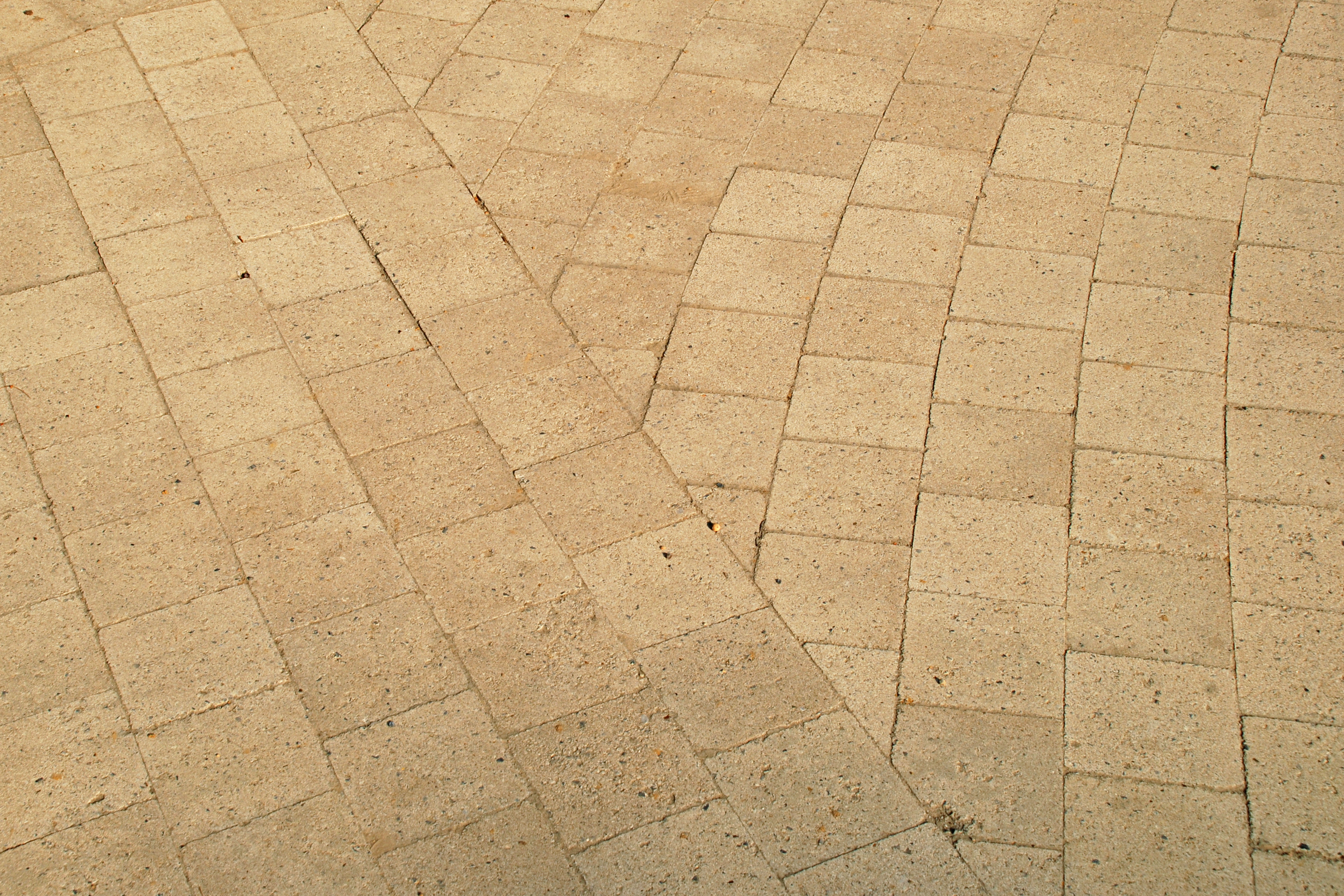
Pavés de béton « Blanc de Bierges ».

Tandis que le centre de la ville est construit avec seulement un clin d'œil aux tendances brutalistes, le quartier est de la ville, qui constituait la première phase du développement de la ville, et qui fut édifié dès le début des années 1970 pour regrouper les tours et bâtiments des facultés des sciences, des sciences appliquées et des sciences agronomiques, présente un caractère brutaliste marqué, qui caractérise le Cyclotron, la place Sainte-Barbe, la place des Sciences et la place Croix-du-Sud entourée par les tours de la faculté des sciences (bâtiments Carnoy) et de la faculté d'ingéniérie biologique, agronomique et environnementale (bâtiments Mendel, Kellner, Boltzman et de Serres). Depuis 2009-2010 le quartier est abrite aussi la nouvelle faculté LOCI, Faculté d'architecture, d'ingénierie architecturale, d'urbanisme.
La position excentrée du Cyclotron permet ainsi à l'architecte Roger Bastin « d'échapper au « style Louvain-la-Neuve » où dominent la brique wallonne de Wanlin, les toits d'ardoise, les tabatières et les châssis de bois ».
Les bâtiments du Cyclotron sont très représentatifs du style brutaliste, caractérisée par des façades de « béton brut » sans revêtement, dont les surfaces présentent souvent une texture héritée du bois de coffrage, le béton « brut de décoffrage »,,, gardant la marque des planches de bois qui ont servi au moulage, leurs veinures ainsi que leurs lignes de jointure.
Le pavement des chemins qui entourent le Cyclotron est constitué de pavés de béton blanc connus sous le nom de « Blanc de Bierges », un type de pavés que l'on retrouve dans toute la ville de Louvain-la-Neuve et qui a marqué son paysage urbain.

### Bâtiments

#### Structure du complexe
Le complexe architectural du Cyclotron, qui se développe autour d'un jardin central, est composé de trois tours de bureaux et de laboratoires (une à l'ouest, qui fut la première terminée, une au nord et une à l'est) de 24 m de côté chacune, et de plusieurs bâtiments bas, abritant notamment un auditoire de 110 places, quatre salles de cours et une antenne médicale.

#### Casemate du cyclotron et ateliers

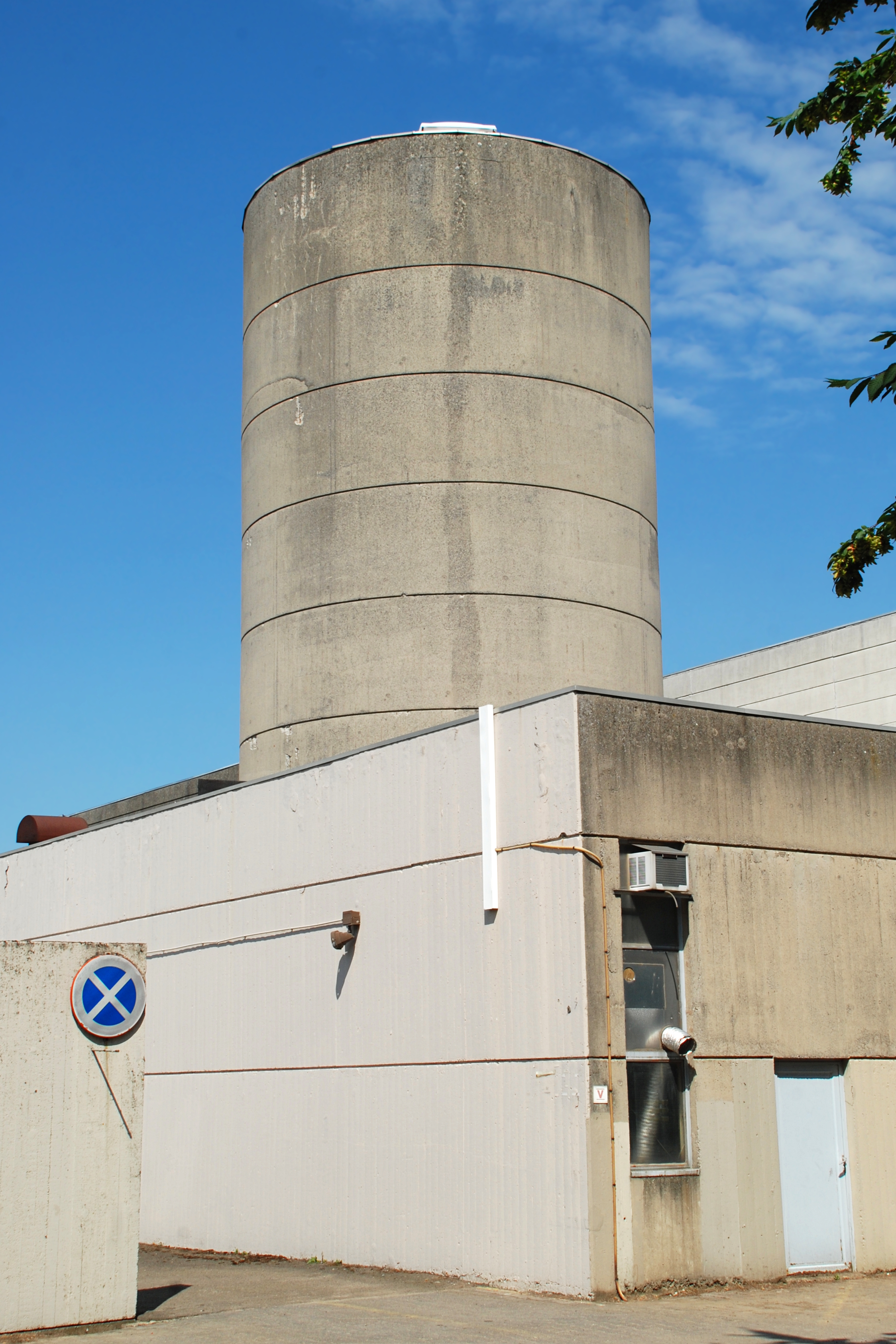
Tour de l'accélérateur.

Le cyclotron proprement dit « forme un volume simple, une casemate aux murs de 3 m d'épaisseur, accompagné de la tour de l'accélérateur, de 16 m de haut ».
À sa gauche se dressent des ateliers, bâtiments techniques plus bas que les tours.

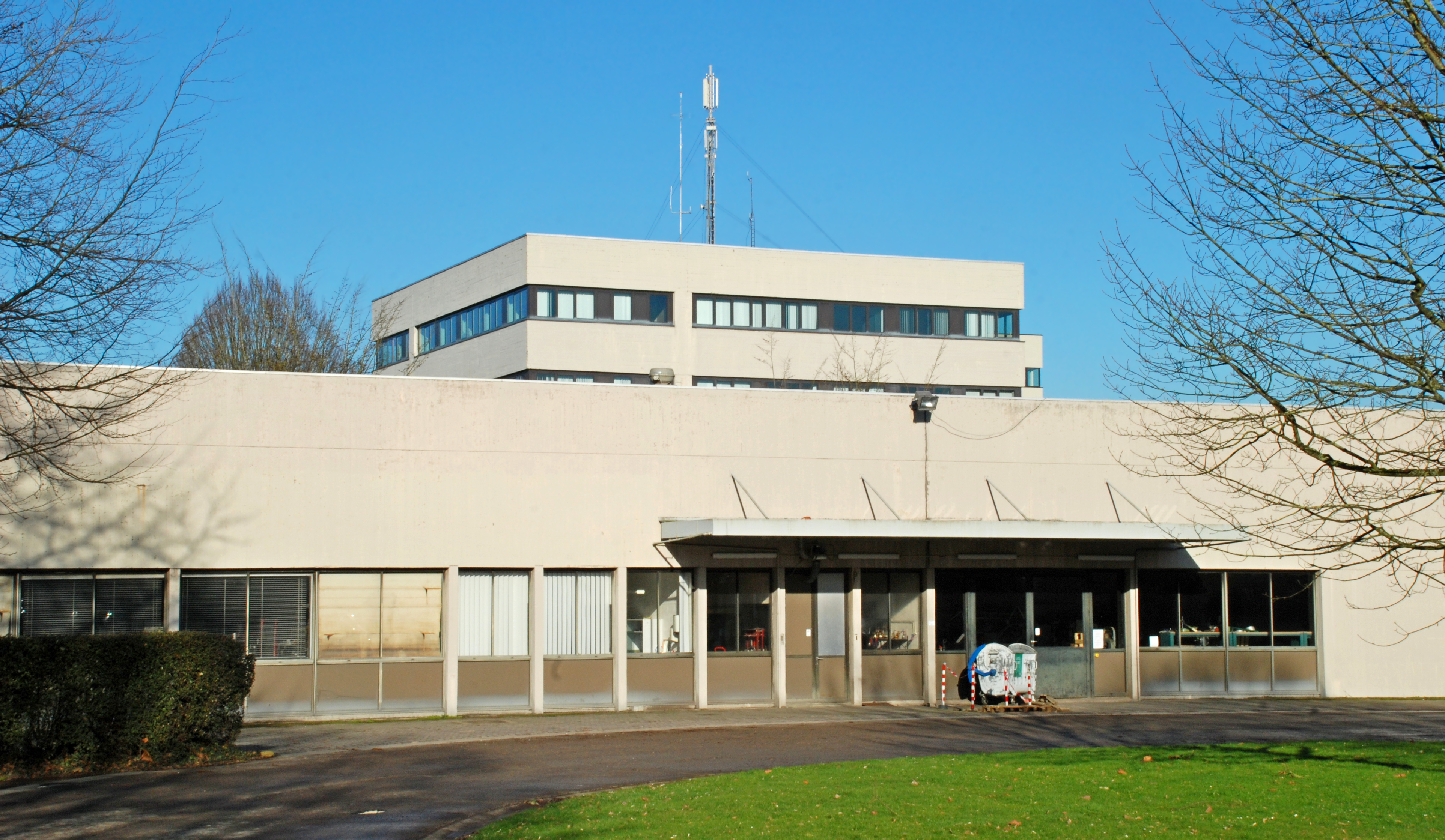
Les ateliers.
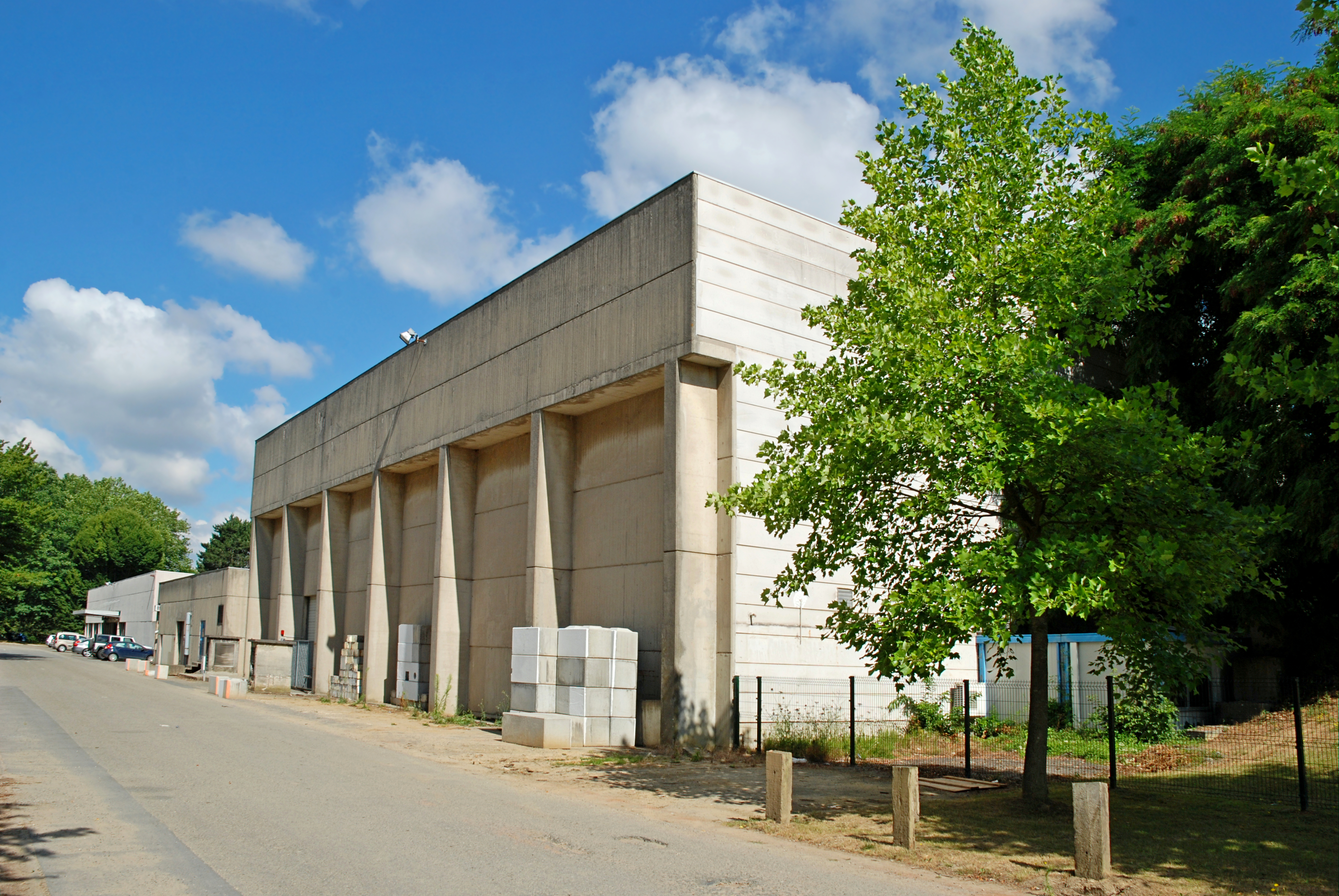
La casemate du cyclotron.

#### Tour nord (bâtiment Marc de Hemptinne)
La tour nord, appelée "Marc de Hemptinne", est la plus haute. Elle compte un rez-de-chaussée plus quatre étages et abrite actuellement :
- Le Centre de Ressources du Cyclotron (Cyclotron Resource Centre en anglais) qui se consacre au test de composants avec des faisceaux d'ions lourds, de protons, de neutrons et une source de Cobalt60 ainsi qu'à la production de membranes microporeuses[25] ;
- l'école de mathématique et l'école de physique de la faculté des sciences[26] ;
- l'institut de recherche en mathématique et physique ;
- le centre de technologies moléculaires appliquées de l'institut de recherche expérimentale et clinique ;
- dix auditoires, dont le plus grand compte 106 places[26].

La tour nord
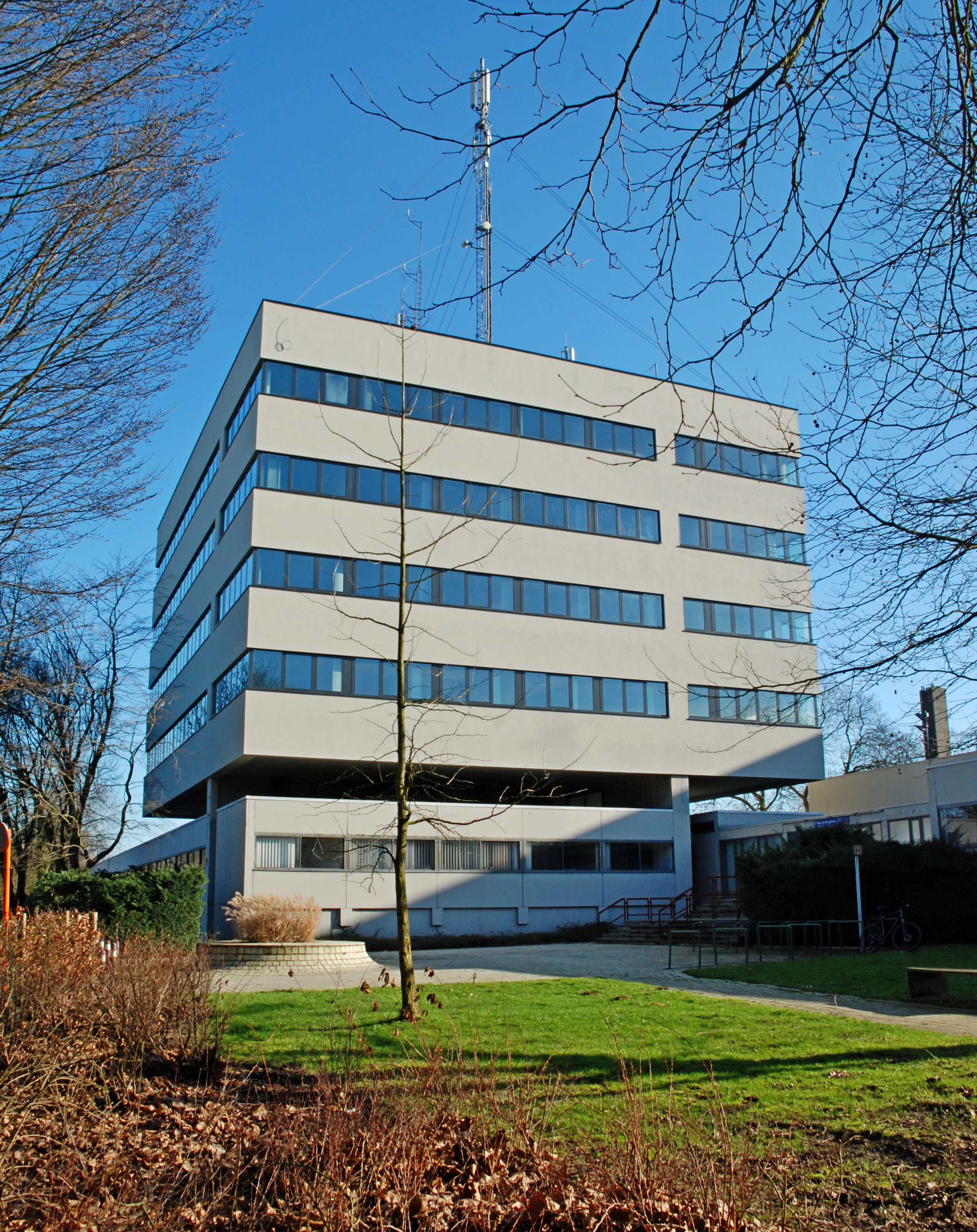
La tour vue de l'ouest.
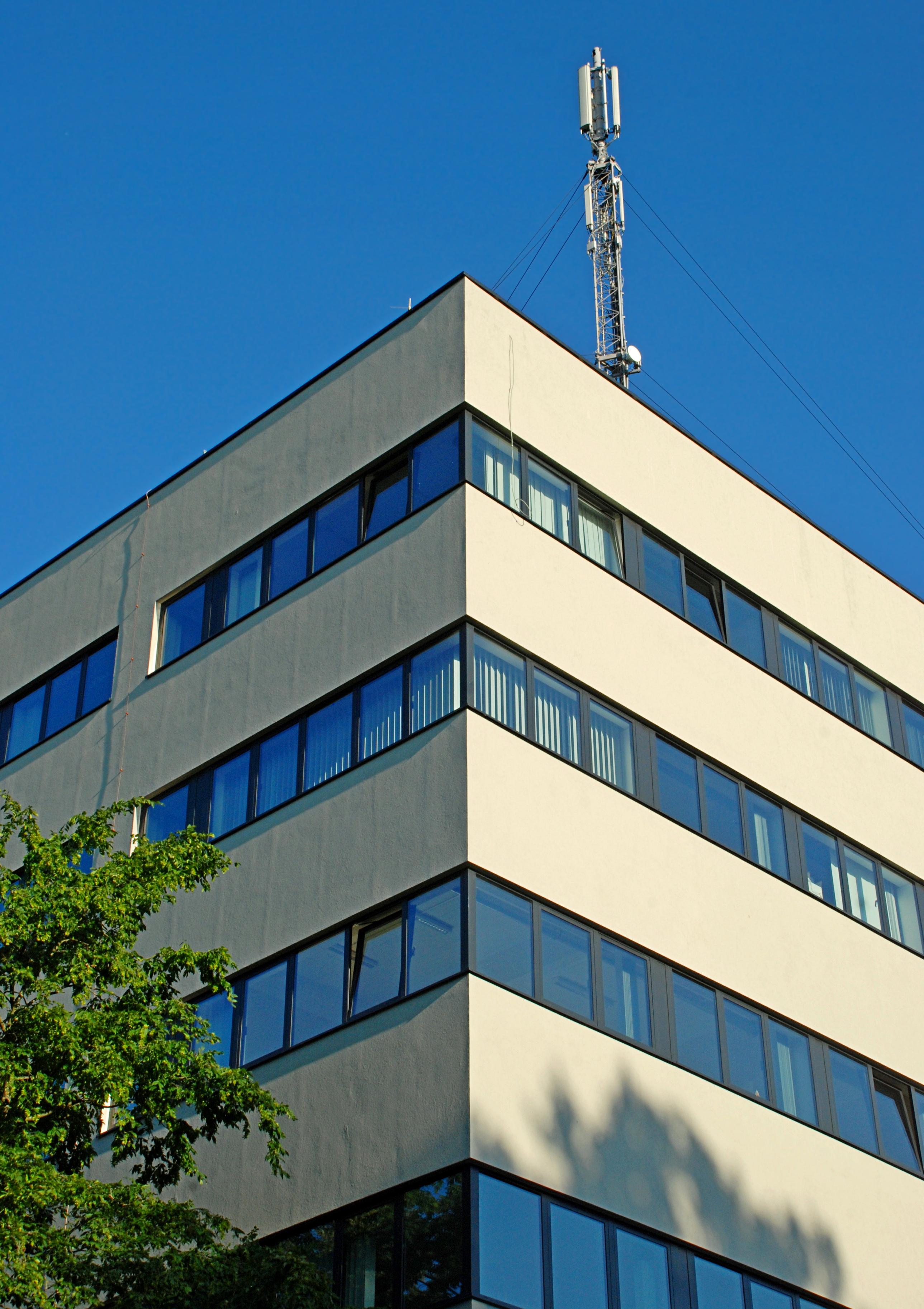
Angle nord-ouest.
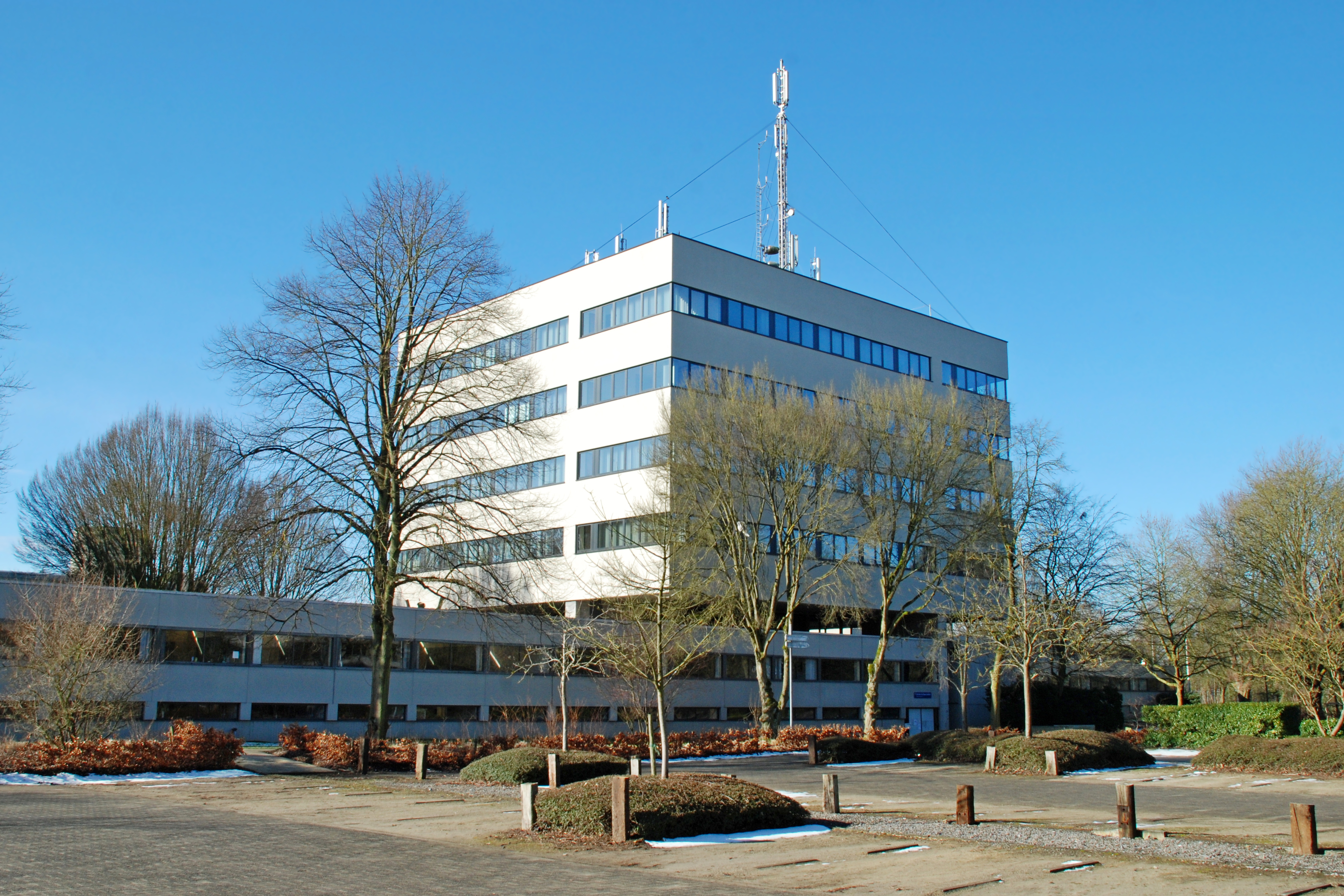
La tour vue du nord-est.

#### Tour est
La tour orientale, située face au siège de la société Ion Beam Applications qui a démarré comme une spin-off du Cyclotron en 1986 (voir plus haut), est plus basse que la tour nord car elle ne compte que trois étages. Elle abrite elle aussi de multiples services, dont certains très innovants :
- le service de radioprotection de l'UCLouvain ;
- Le Centre d'Entreprises et d'Innovation (CEI), incubateur d'entreprises pour start-ups et PME innovantes[27] ;
- l'Yncubator (Young Entrepreneurs Lab), incubateur de projets portés par des étudiants[28] ;
- l'espace de travail partagé Louvain Coworking Space[29].

La tour est
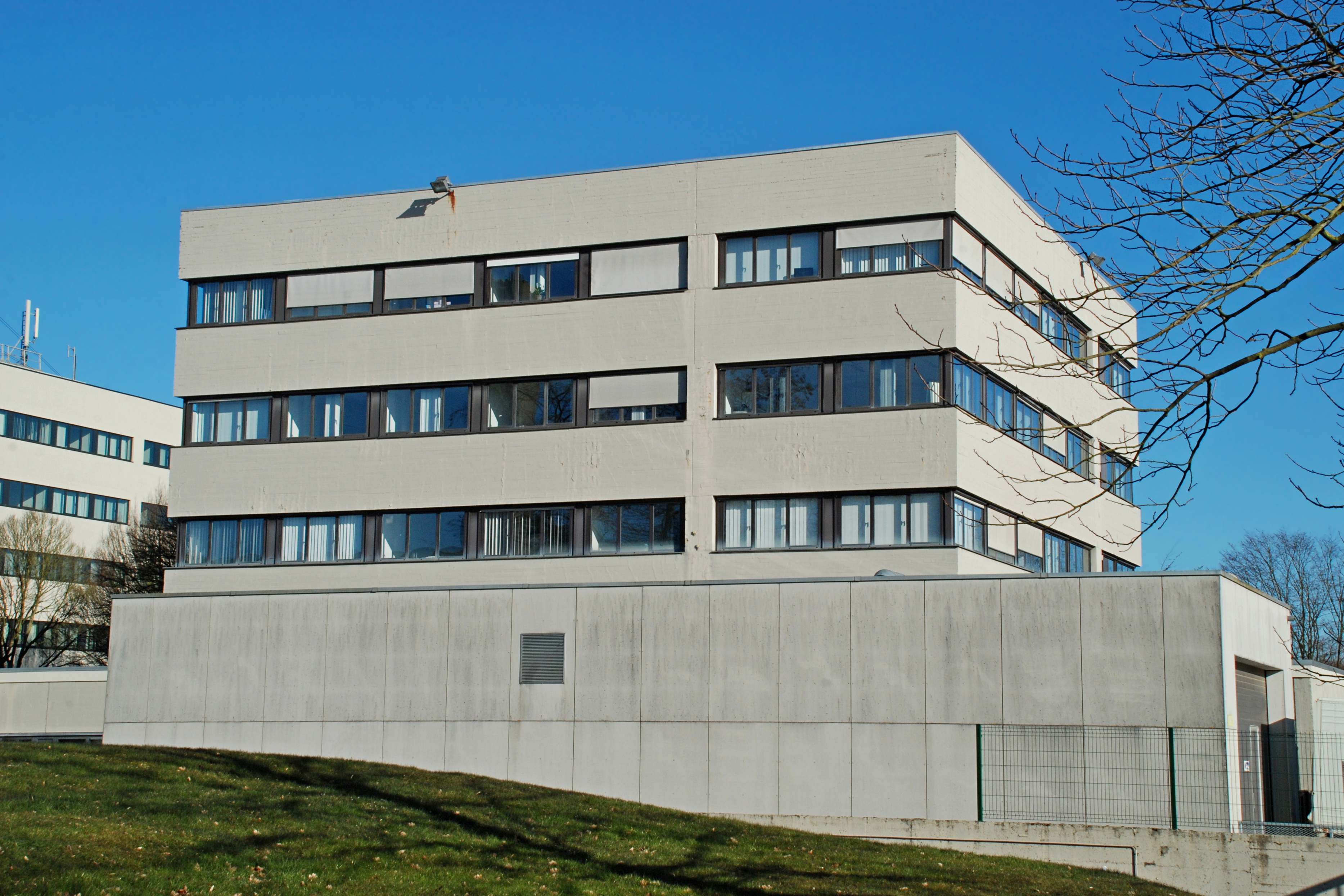
La tour vue du sud.
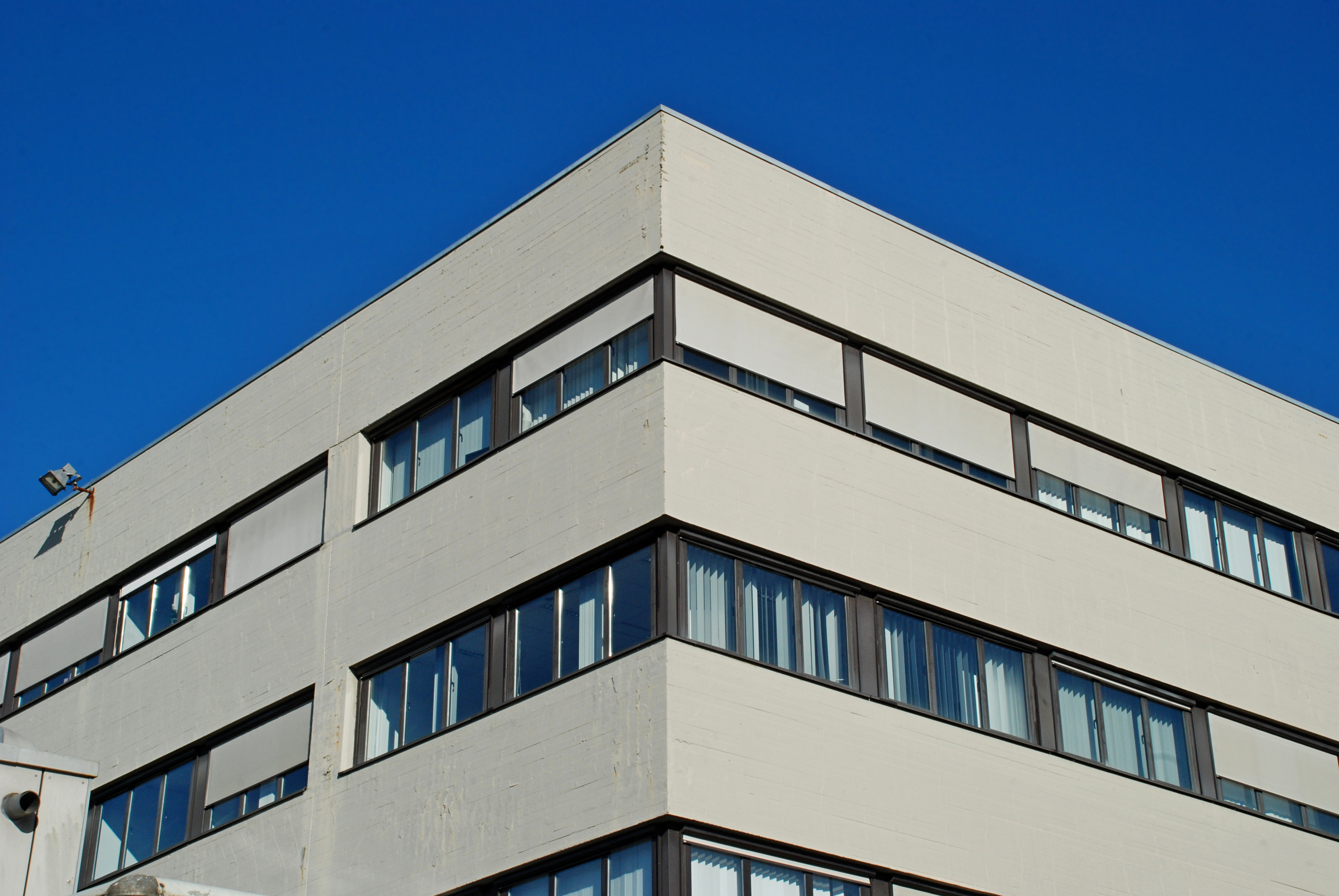
Angle sud-est.
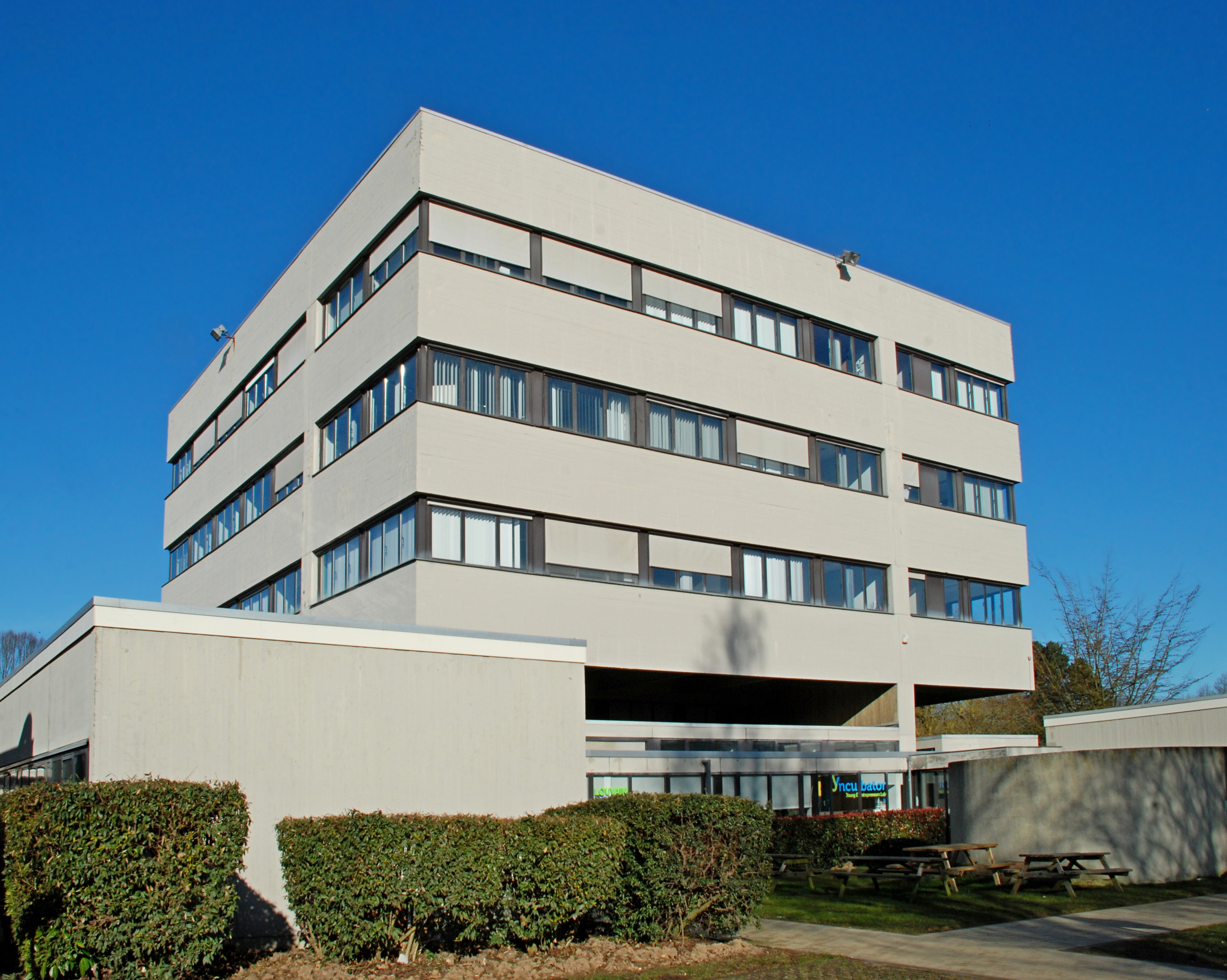
La tour vue de l'est.

## Art public dans les environs du cyclotron

### Peintures murales
Un tunnel piétonnier souterrain passant sous le boulevard Baudouin Ier permet l'accès au site du Cyclotron depuis les quartiers de la place Croix du Sud (facultés des sciences et faculté des bioingénieurs) et de la place Sainte-Barbe (école polytechnique de Louvain, anciennement faculté des sciences appliquées).
Ce tunnel est décoré de peintures murales aux couleurs vives réalisées par Olivier Gratia.

Peintures murales du tunnel piétonnier souterrain menant au Cyclotron
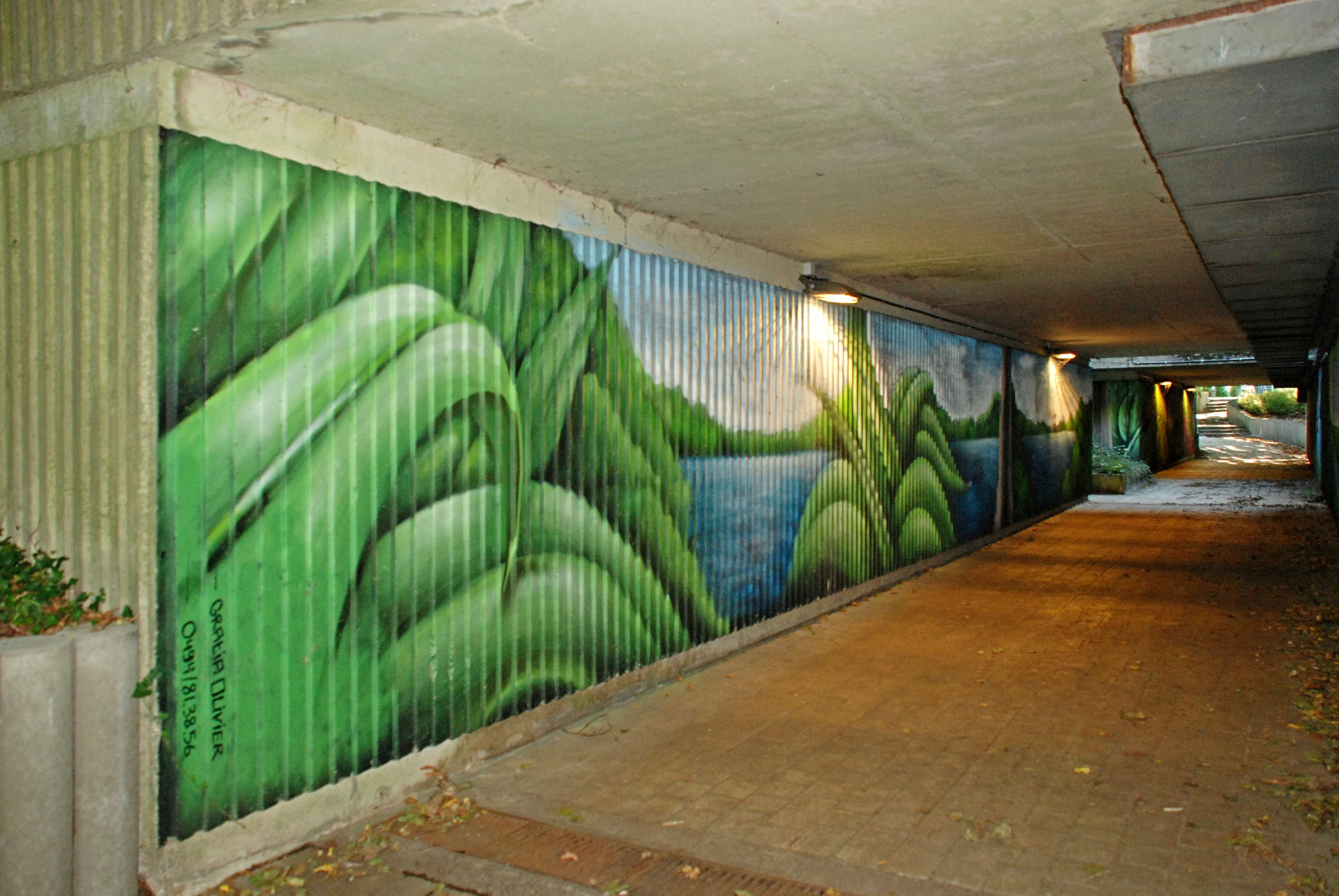
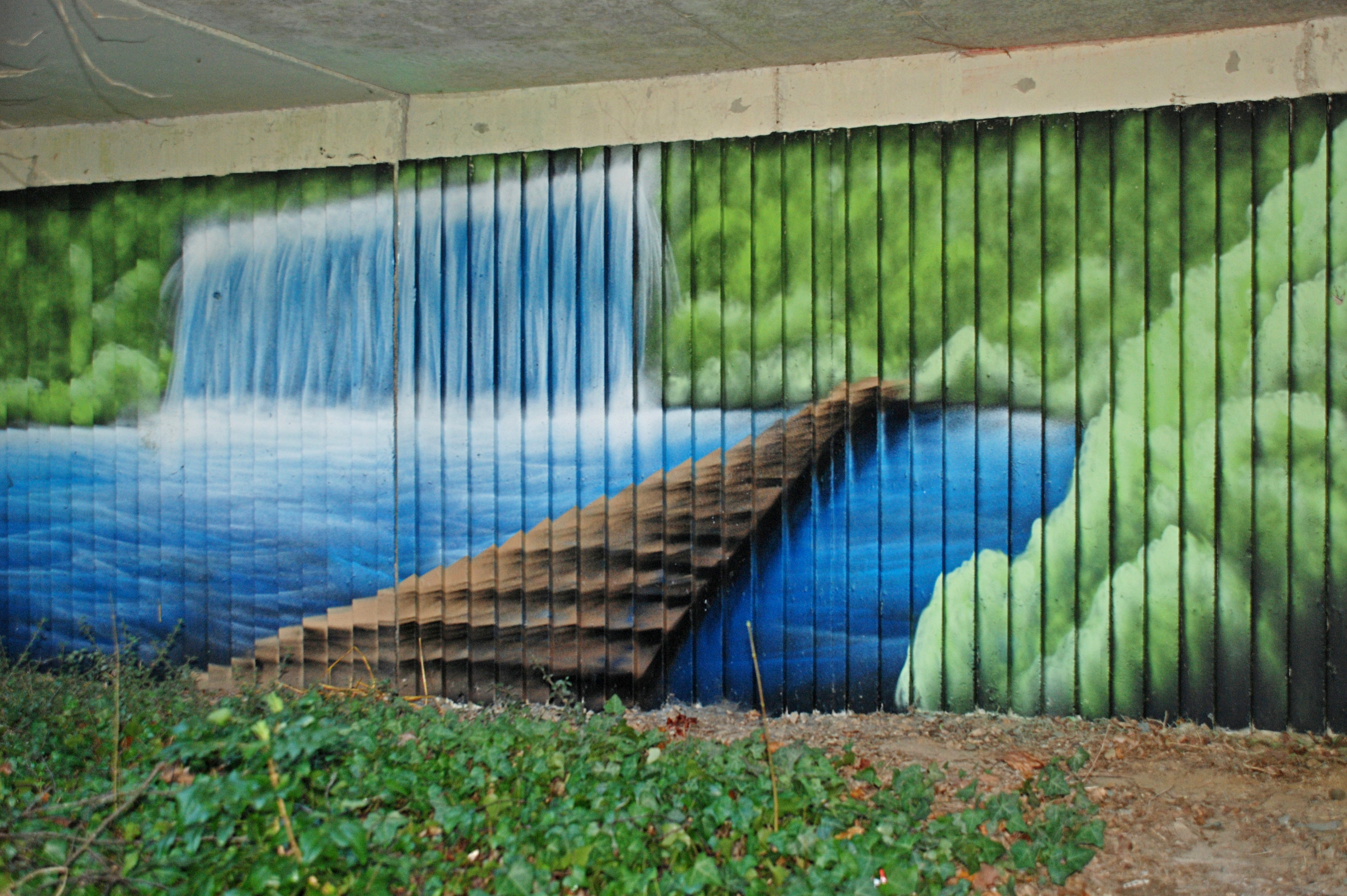
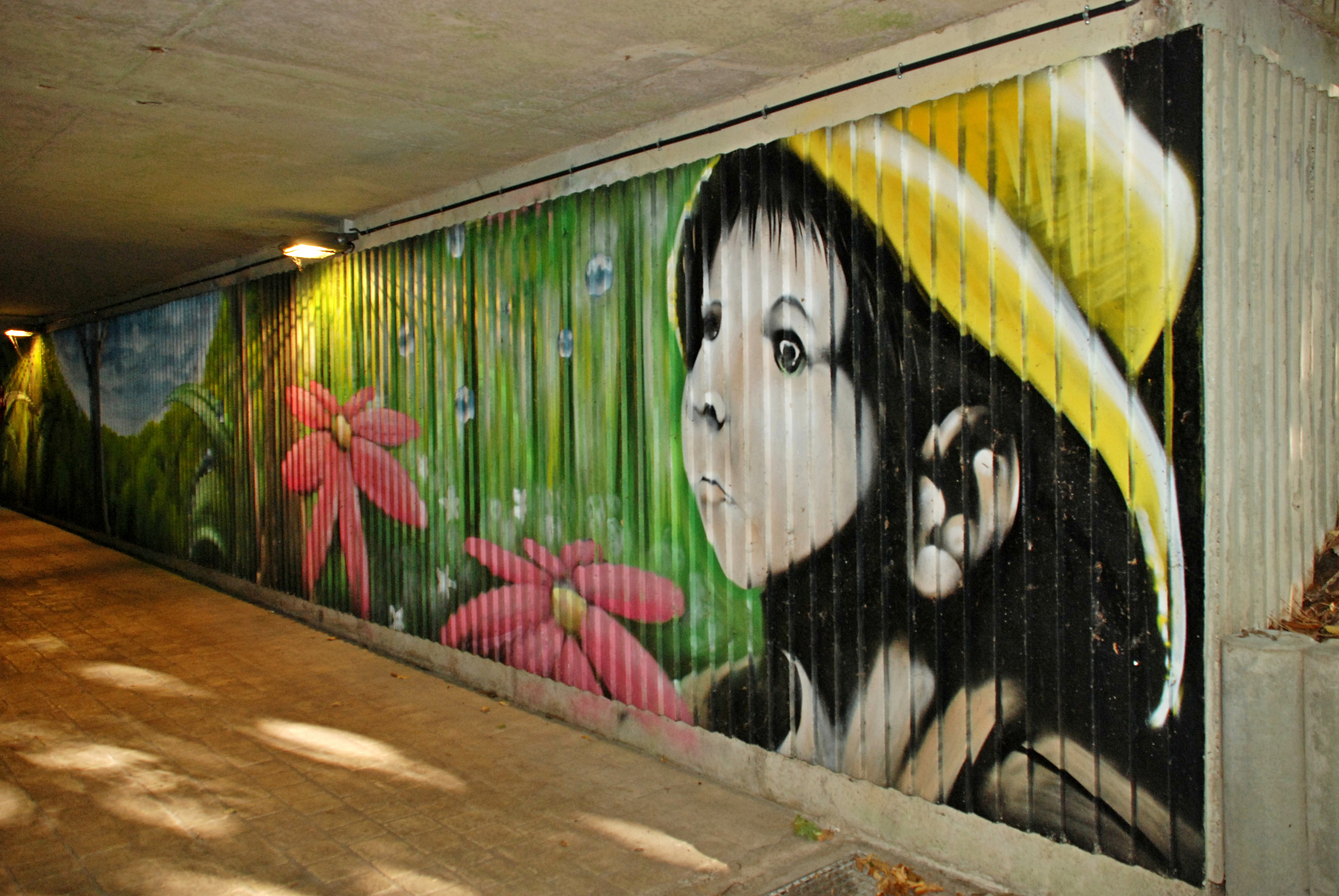

### Sculptures du Parc scientifique
Le Parc scientifique de Louvain-la-Neuve (LLN Science Park), qui s'étend derrière le cyclotron, est très riche en œuvres d'art public.
De nombreuses entreprises établies dans le parc scientifique arborent une sculpture devant leur bâtiment. Les plus anciennes remontent aux années 1970, 1980 et 1990, mais la plupart datent des années 2000.

#### Sculptures des années 1970 et 1980
En 1976, l'artiste R.M. Lovell-Cooper réalise pour la société Afine une sculpture en acier inoxydable : intitulée Affinités, la sculpture se dresse au no 10 de la rue du Bosquet et « évoque deux mains élevées vers le ciel, dont les extrémités tentent un rapprochement »,
Au no 15 de la même rue se dresse une sculpture en bronze sur socle en pierre brute intitulée L'Endormie VI et réalisée en 1980 par le sculpteur belge Olivier Strebelle pour la société Cyanamid Benelux.
Au no 4, on trouve dans l'angle formé par la rue du Bosquet la sculpture en cuivre martelé et soudé  Bien motivés, ils symbolisèrent leur rayonnement réalisée en 1988 par Hubert Minnebo,. « Composition équilibrée faite d'un emboîtement de formes géométriques, l'œuvre fait référence à l'activité de l'entreprise qui l'a commandée », Mechim, active dans le domaine des métaux non ferreux. « On y retrouve les symboles alchimiques du cuivre et du zinc ».

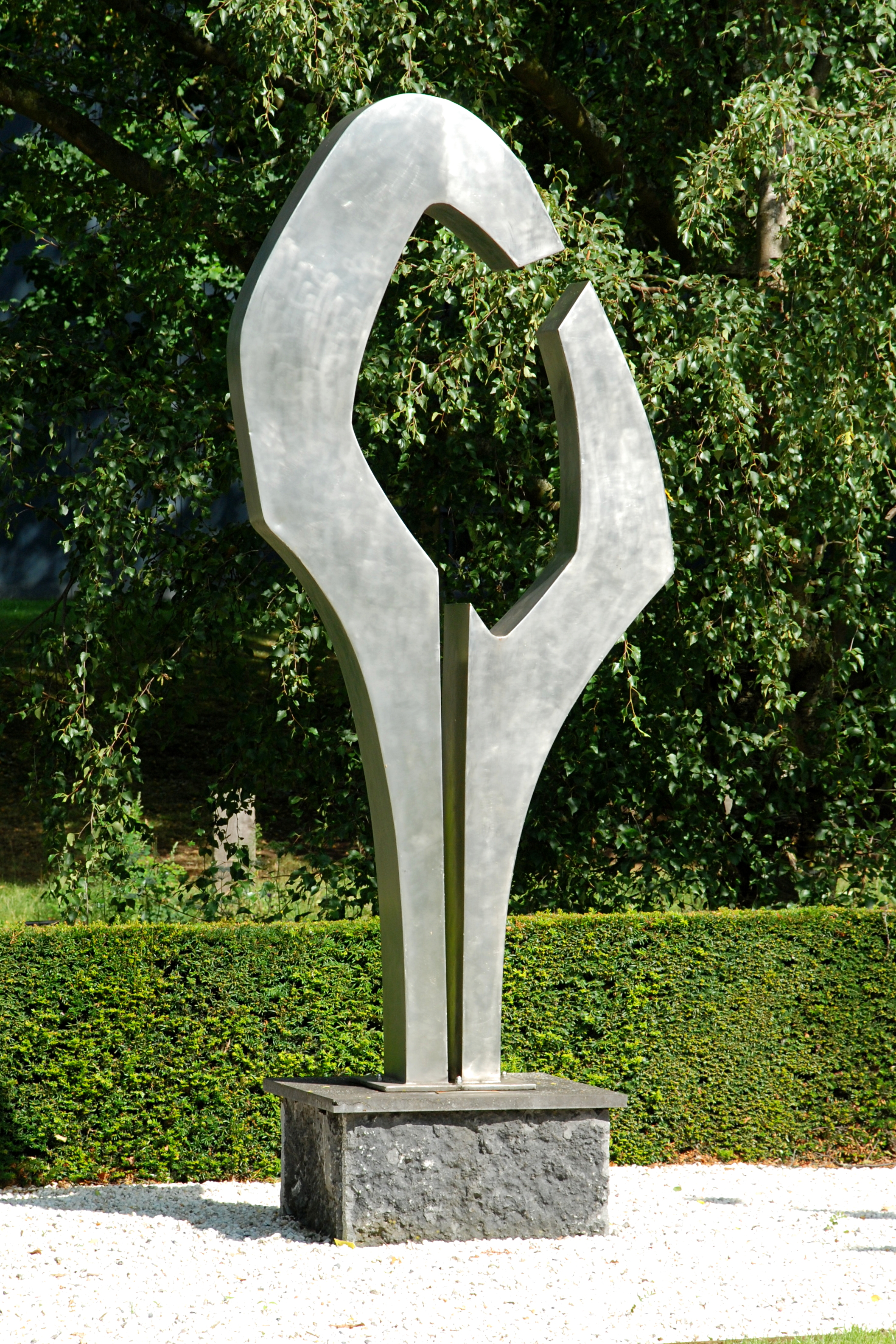
Affinités Lovell-Cooper (1976).
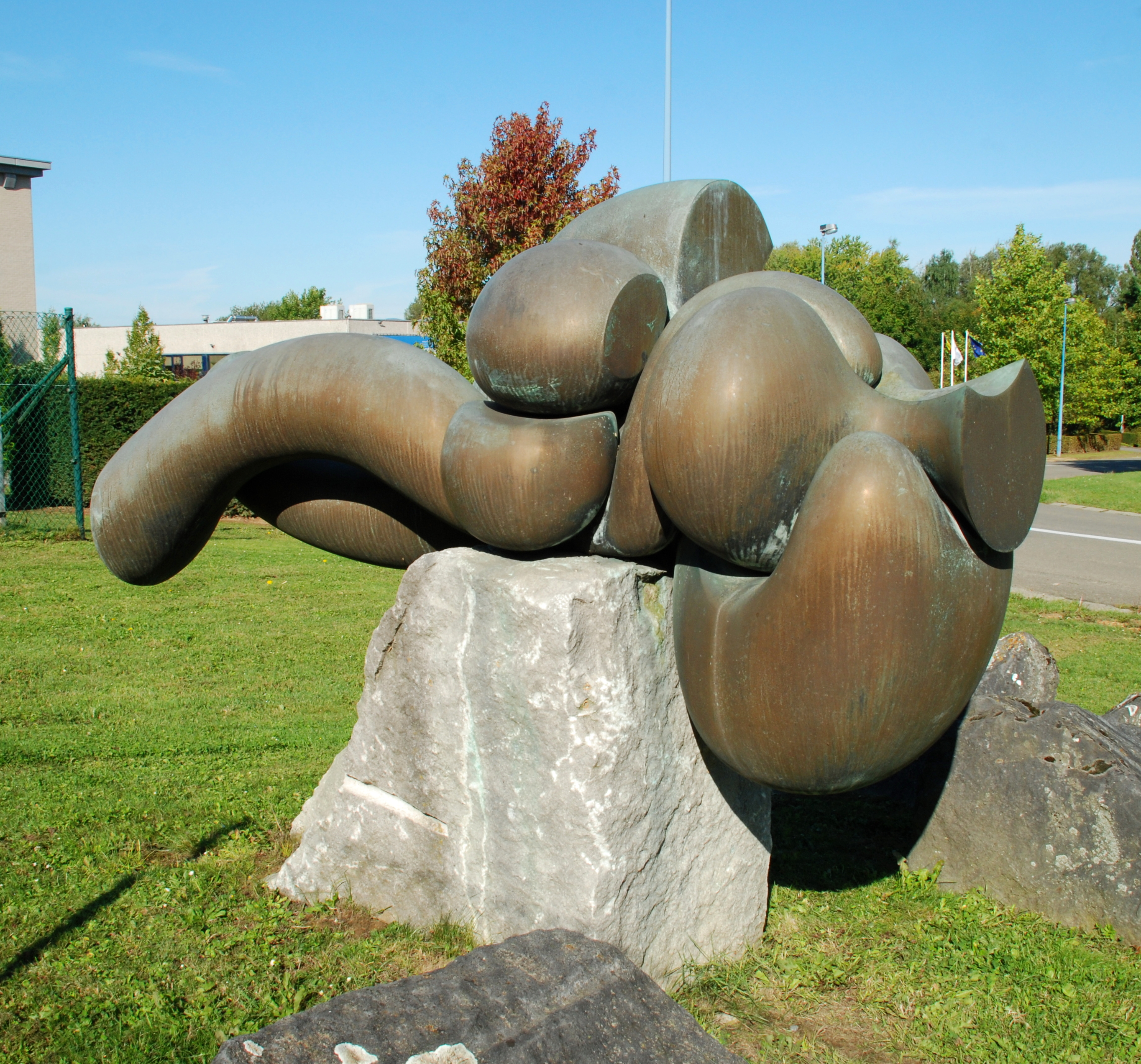
L'Endormie VI Olivier Strebelle (1980).
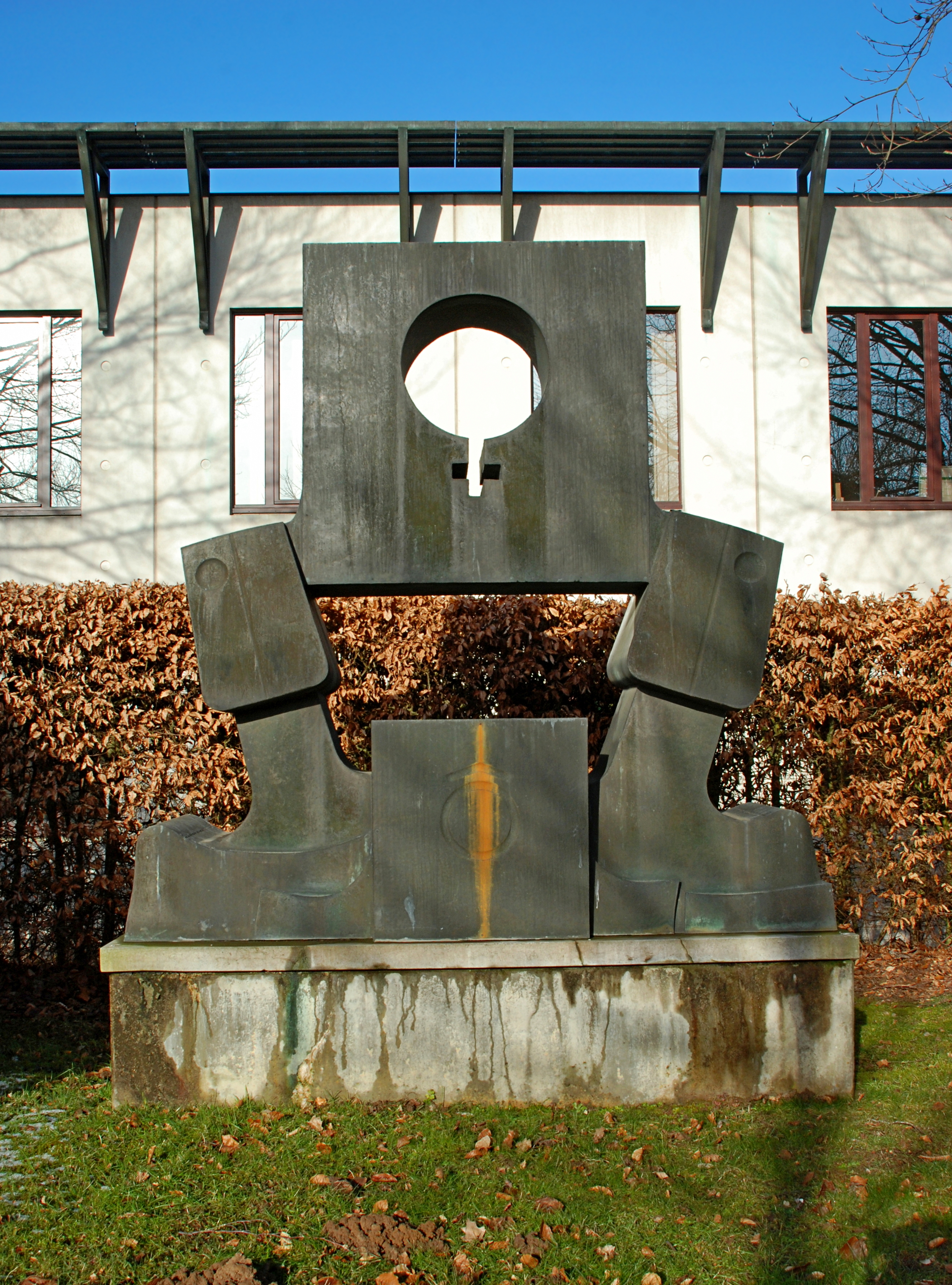
Bien motivés, ils symbolisèrent leur rayonnement Hubert Minnebo (1988).

#### Sculptures des années 1990
Devant le siège de la société Ion Beam Applications, érigé au no 6 de l'avenue Jean-Étienne Lenoir en 1991 par le bureau DSW Architects, l'artiste italien Mauro Staccioli a dressé une sculpture en acier Corten d'environ 6 mètres de diamètre intitulée Anneau. Pour IBA l'artiste italien a choisi la symbolique du cercle : « Avec la spécificité de l'activité IBA,  je pense qu'il est pertinent d'instaurer un lien entre forme et contenu retrouvant, dans la forme géométrique, la beauté du rationnel et l'essence de la recherche ». On connaît de cet artiste d'autres grandes sculptures en Belgique, réalisées à Diegem, Forest et Watermael-Boitsfort.
Regard de Lumière, mis en place en 1993, est l'œuvre phare de Charles Delporte : « Cette  pièce-là, c'est mon flambeau, mon joyau ! J'y ai travaillé tellement longtemps ». Selon l'ouvrage L'art dans la ville - Promenades à Ottignies-Louvain-la-Neuve : « Créée en 1948, on retrouve cette sculpture à Moscou, Paris, Namur, Bruxelles et Damme, dans des matériaux et des tailles différentes ». Ici à Louvain-la-Neuve, où elle se dresse au no 4 de l'avenue Albert Einstein, elle est en bronze patiné sur socle en polyester,. « Elle représente la trinité des vertus théologales : la foi, l'espérance et la charité. Trois femmes ont leur regard tourné vers le ciel. Elles tentent — aux dires de l'artiste — de capter la lumière ».
En 1998, Marie-Paule Haar a installé, au no 1 de l'avenue Albert Einstein, une sculpture sans titre qui consiste en une structure en aluminium thermolaqué, de 5 m de haut. Se dressant sur le parking du centre d'examen du permis de conduire, la sculpture fait référence à une boucle d'échangeur d'autoroute.
Devant le no 15 de l'avenue Albert Einstein se dresse une sculpture en bronze sur socle en pierre bleue haute de 2 m, intitulée Le Porteur d'eau et réalisée par Thérèse Chotteau en 1999 pour la société Realco. « L'homme placé en équilibre sur l'espace incliné du support porte à son épaule une ondulation en bronze représentant l'eau. Le Porteur d'eau de Thérèse Chotteau fait écho à l'activité de Realco qui produit notamment des enzymes et des bactéries pour sa purification ».

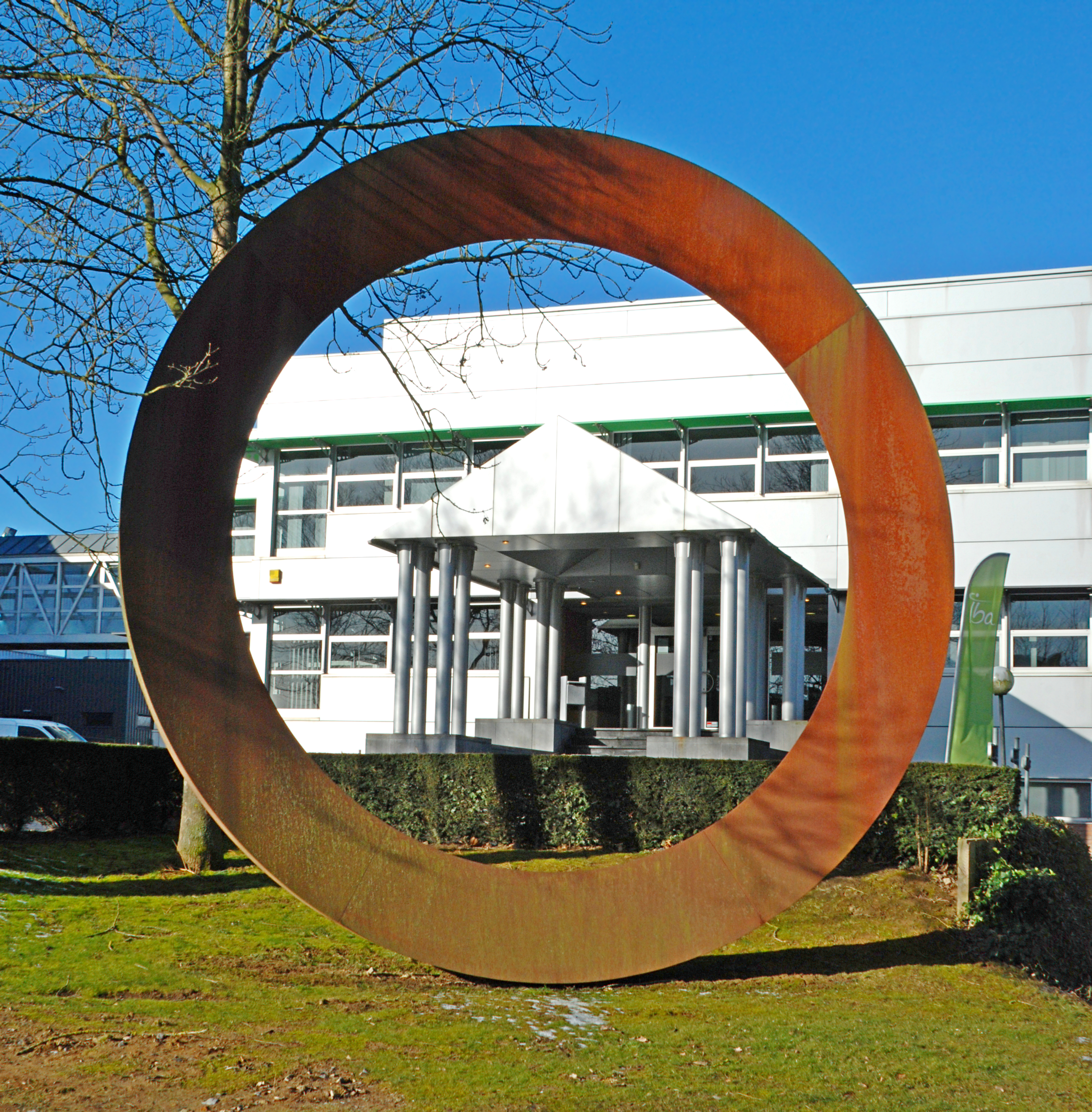
Anneau Mauro Staccioli (années 1990).
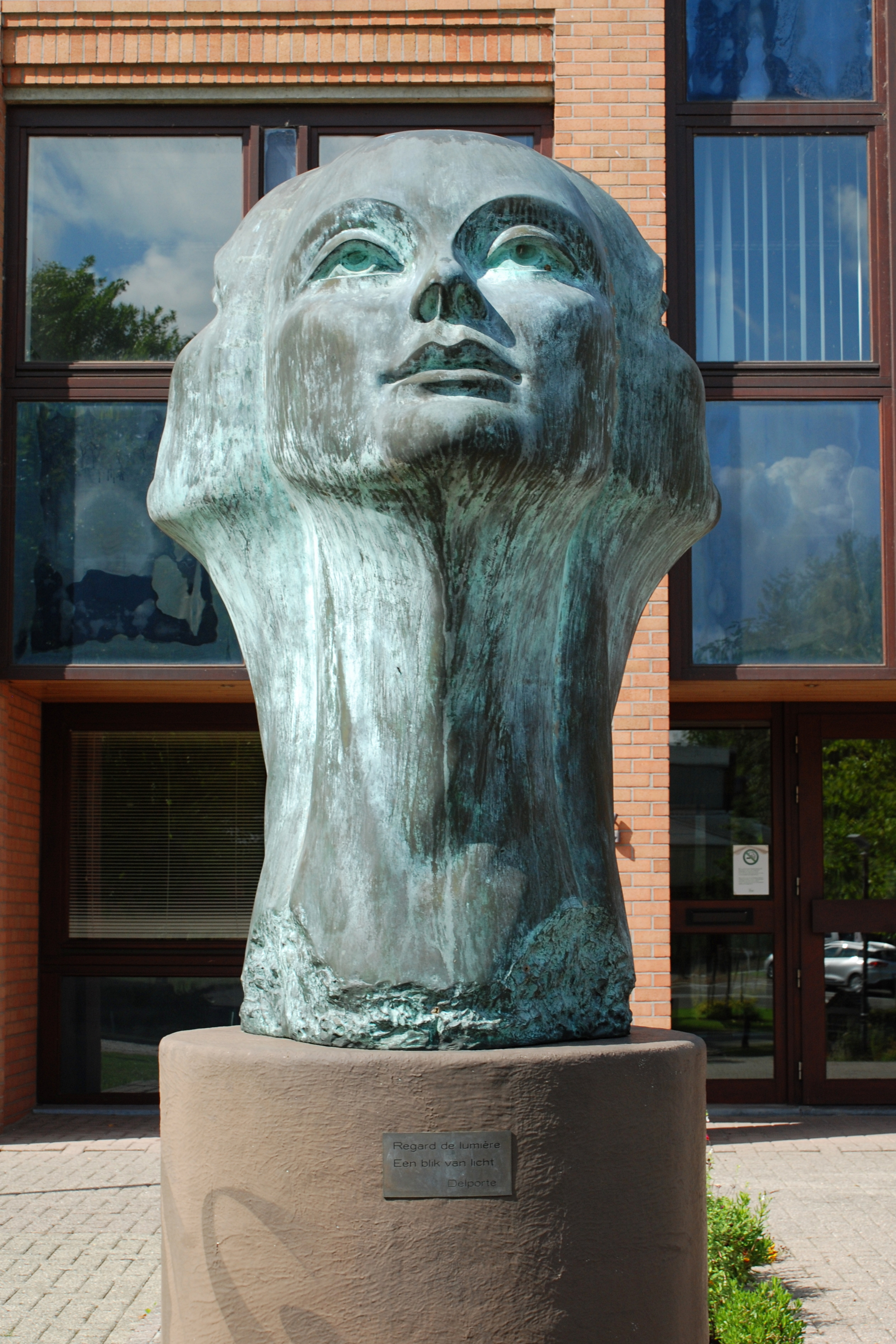
Regard de Lumière Charles Delporte (mise en place 1993).
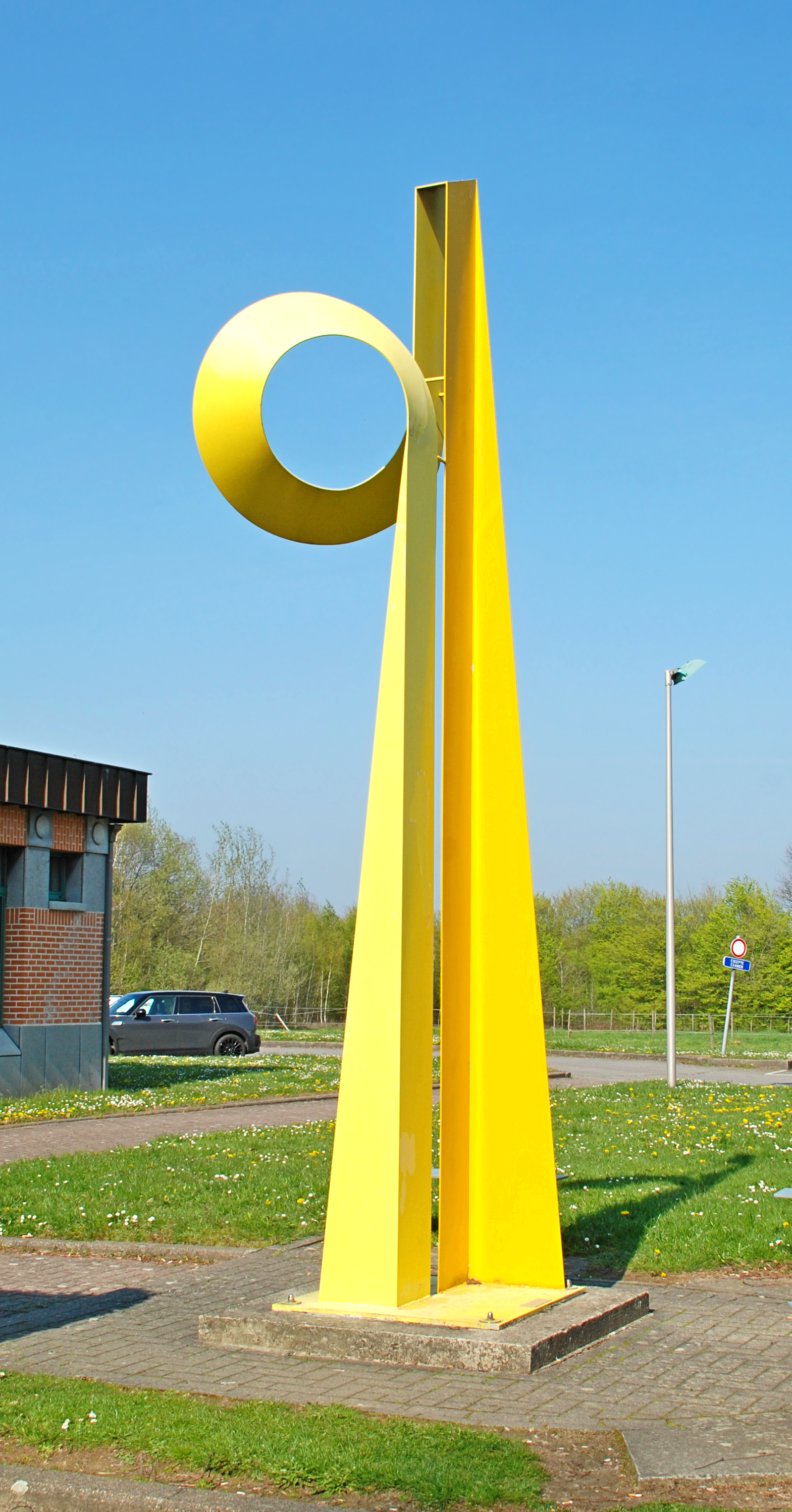
Œuvre sans titre Marie-Paule Haar (1998).
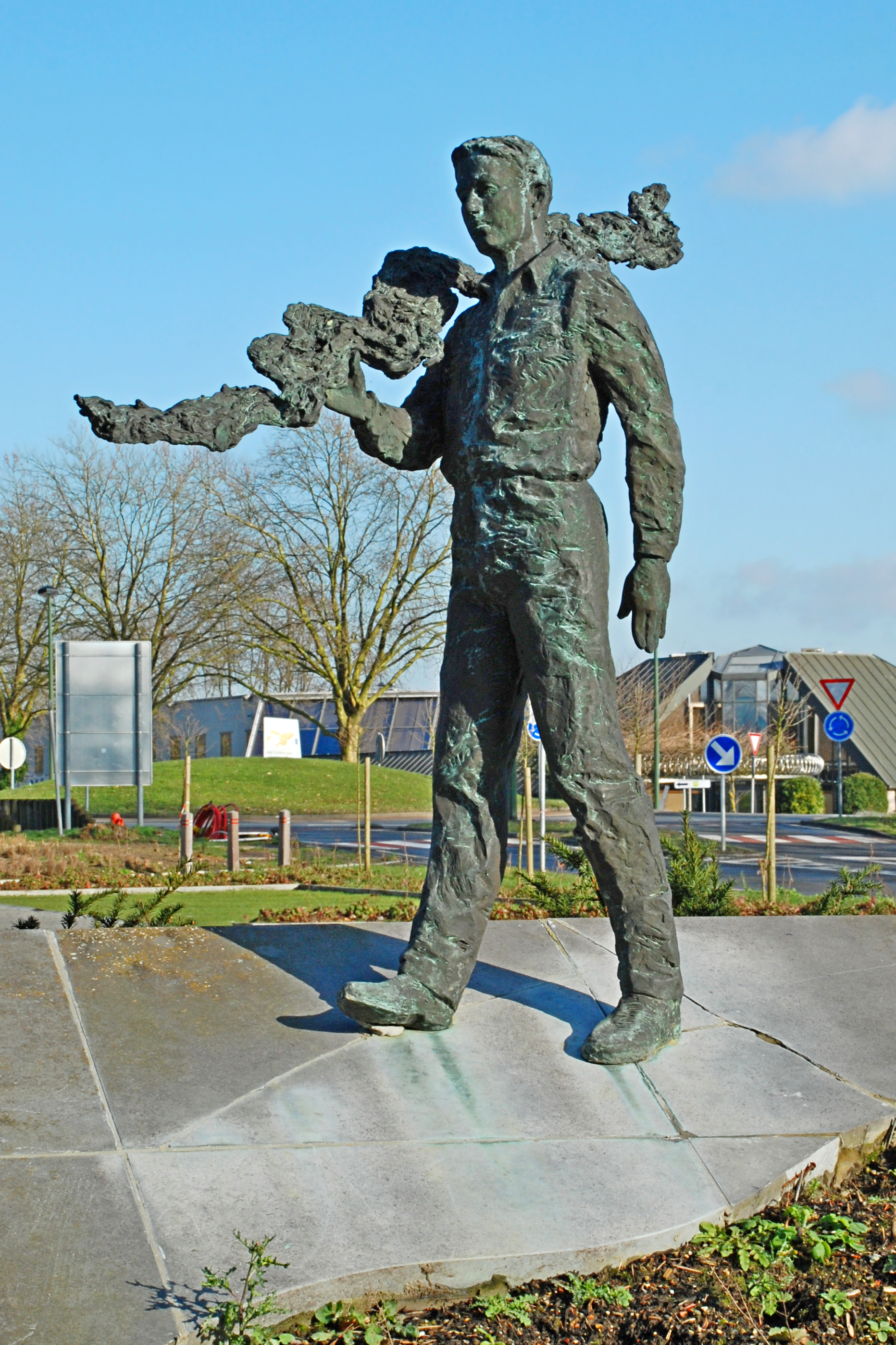
Le Porteur d'eau Thérèse Chotteau (1999).

#### Sculptures des années 2000
À l'angle de l'avenue Albert Einstein et de l'avenue Jean-Étienne Lenoir, au pied de l'immeuble de style postmoderne « New Tech Center » construit en 1999 par le bureau DSW Architects, la sculpture en bronze Valentin, réalisée en 2000 par Vinciane Renard, est une « figure juvénile en bronze assise sur un socle en pierre bleue » qui a « le sourire aux lèvres et les pieds posés dans l'eau »,.
Au no 1 de la  rue du Bosquet, l'artiste Roxane Enescu a érigé en 2000 Lapte, une sculpture en tôle de titane dont le promoteur était la société Fasska,. Selon les propos de l'artiste « Ce cercle ouvert, ascensionnel et évolutif est un élément de surface métallique en tôle de titane qui s'enroule autour d'un espace habité par des êtres humains (…). Cette courbe essentielle suggère le ventre de la femme enceinte, le berceau, la douceur, le bien-être ». De nombreuses figures stylisées ont été taillées dans le métal.

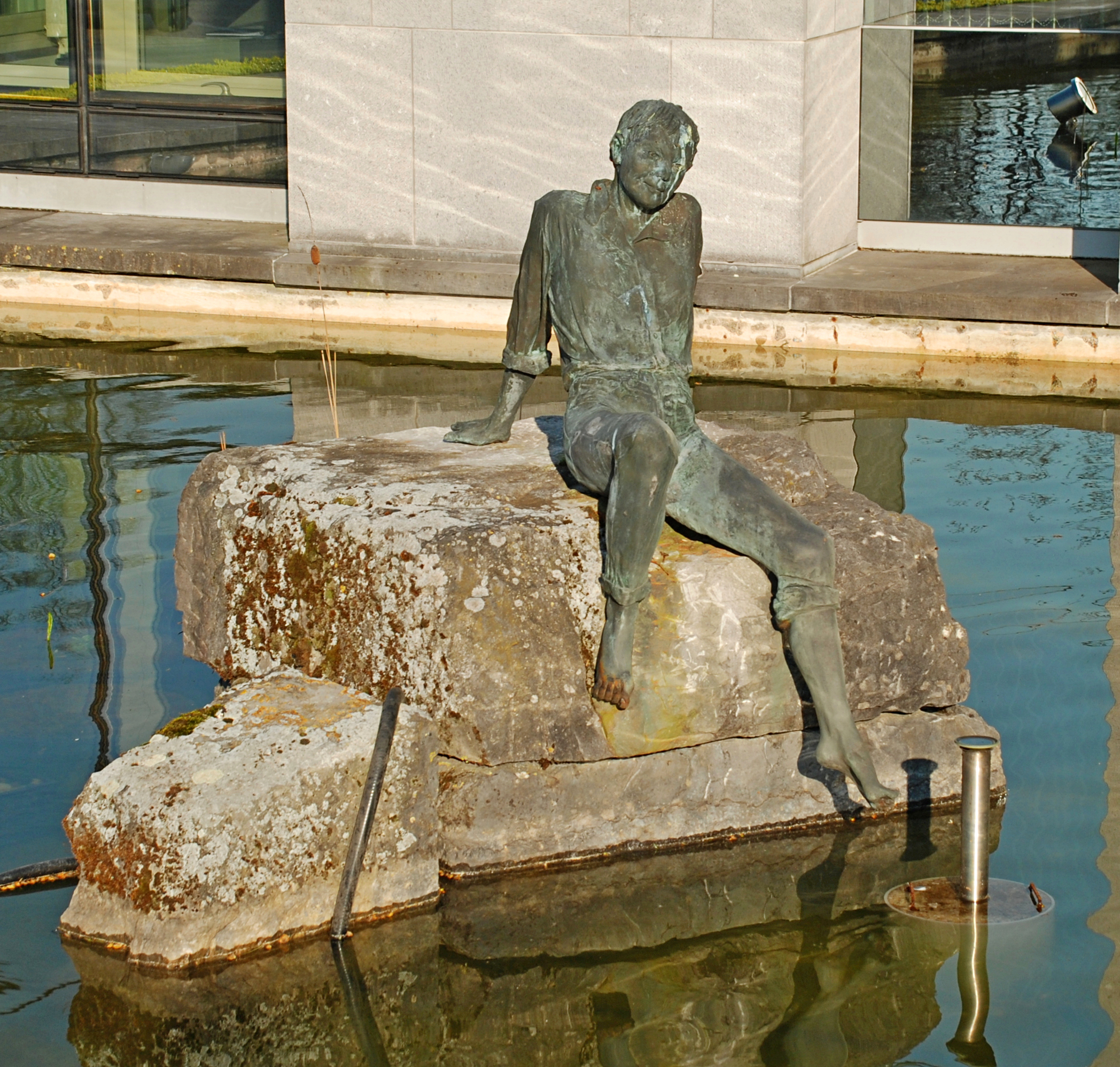
Valentin Vinciane Renard (2000).
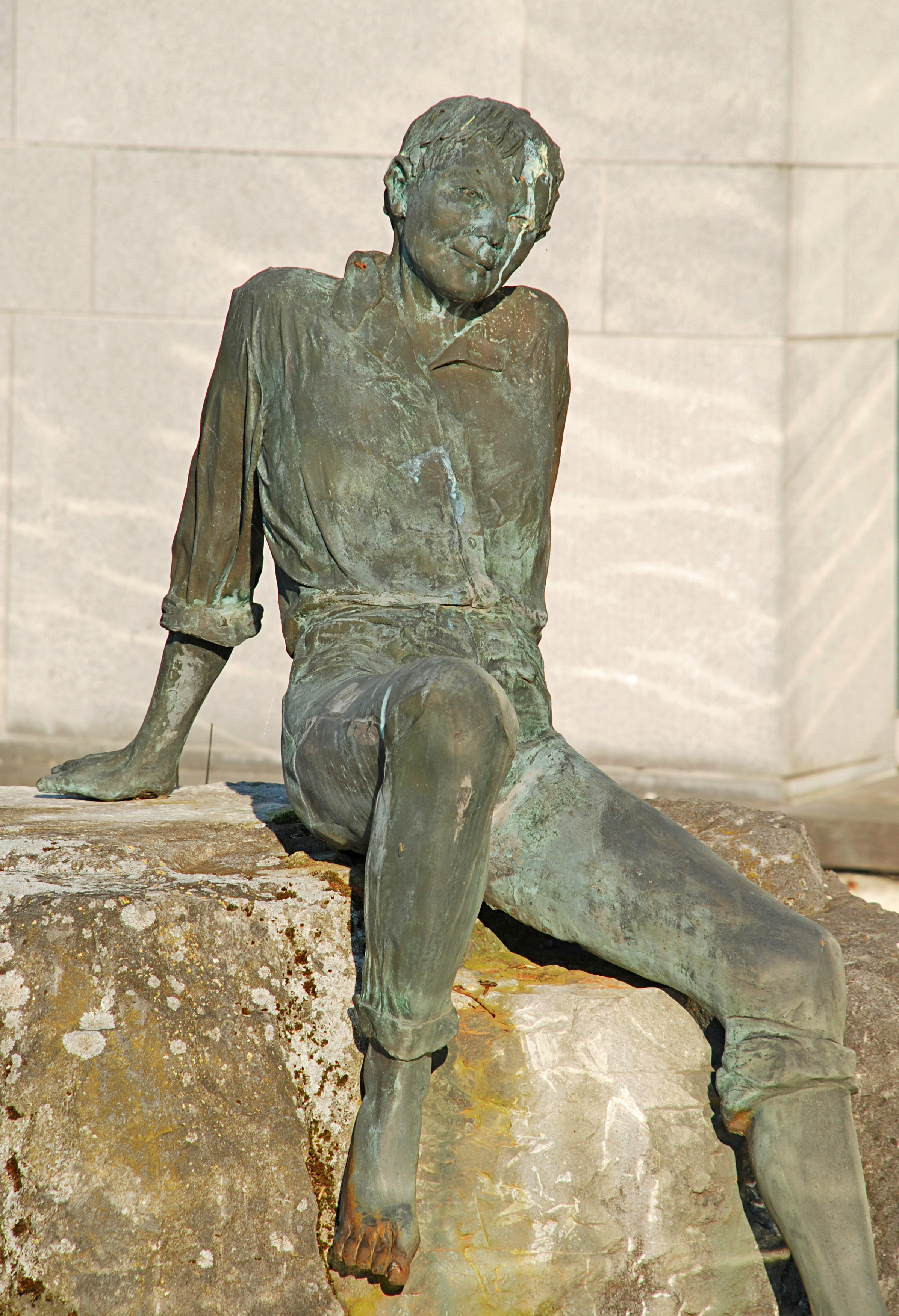
Valentin (détail).
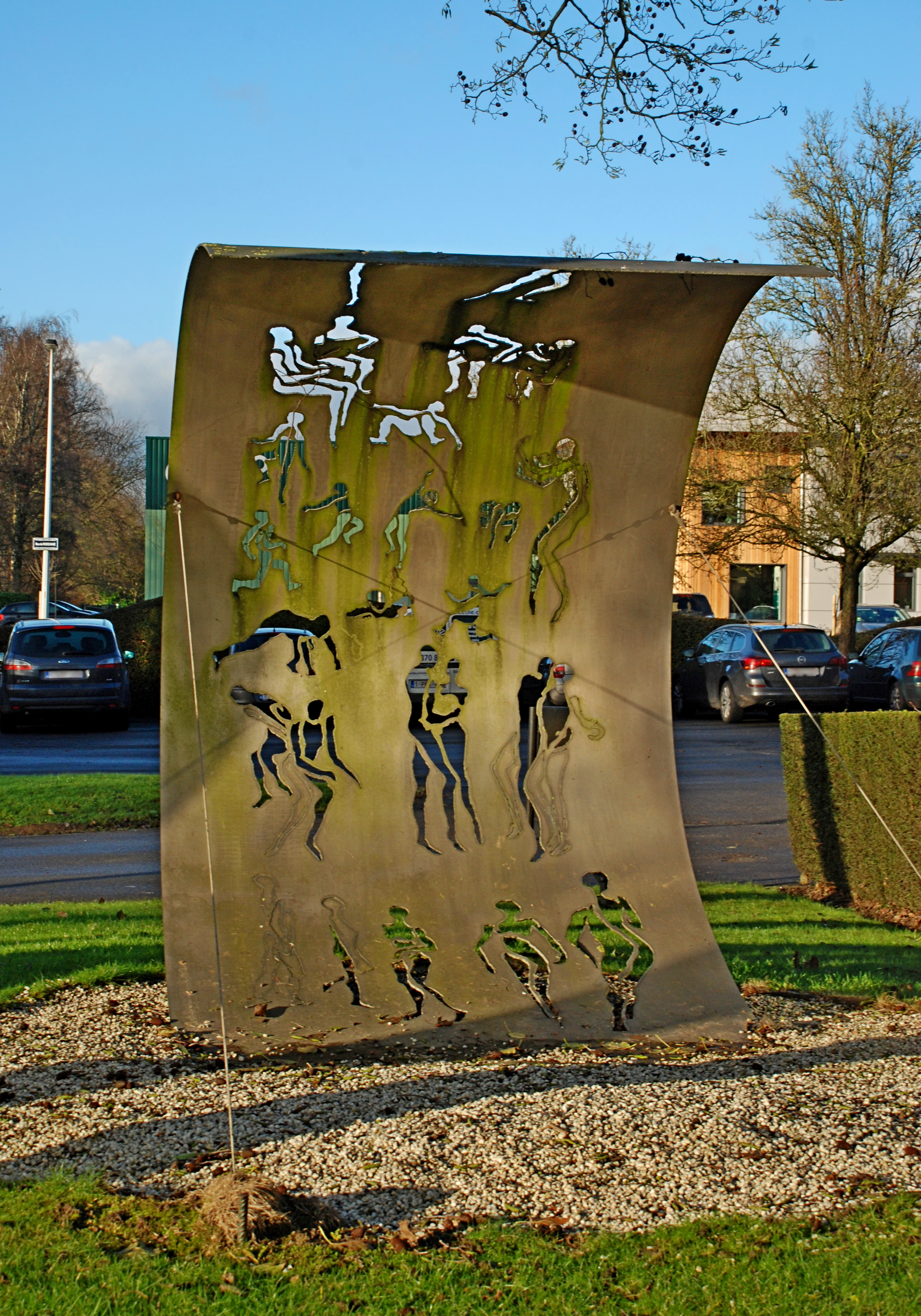
Lapte Roxane Enescu (2000).
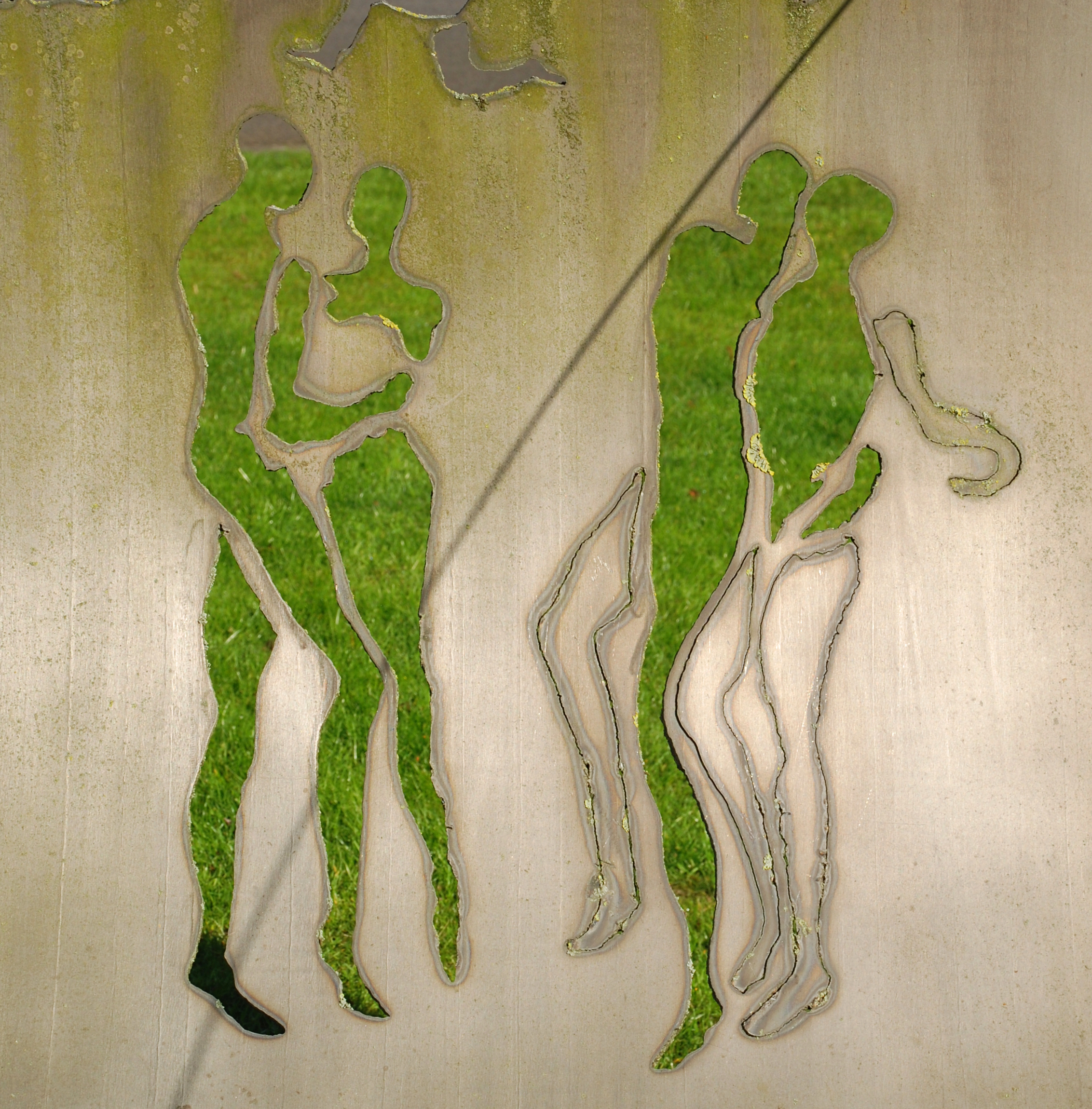
Lapte Détail des silhouettes.

Patience est une sculpture en marbre noir de Denée et calcaire crinoïdique réalisée en 2005 par l'artiste d'origine roumaine Marian Sava pour la société Immosc au no 7 de la rue du Bosquet,. Selon l'ouvrage L'art dans la ville - Promenades à Ottignies-Louvain-la-Neuve « Patience évoque une forme concentrique suspendue dans la dynamique de son mouvement. Par cette pause, l'œuvre signifie la patience du geste que la sculpture requiert ».
La Découverte, réalisée en 2005 par Luc Vanhonnacker au no 13 de l'avenue Albert Einstein révèle des fragments de corps humain qui jaillissent de la pierre bleue,.
À la recherche de l'étoile perdue ou Scrutateur d'étoiles, réalisée en 2006 par Philip Aguirre y Otegui pour Interscience au no 2 de l'avenue Jean-Étienne Lenoir est une sculpture en béton haute de 3 m,. Selon l'ouvrage L'art dans la ville - Promenades à Ottignies-Louvain-la-Neuve « La sculpture fait référence à la quête sans cesse reconduite par l'homme et la science ».
À l'angle de l'avenue Albert Einstein et de la rue Louis De Geer, Geneviève Vastrade a érigé une sorte de totem réalisé au moyen d'un ancien rouleau agricole en pierre. Par ce rouleau gravé de lettres, dont certaines taillées à l'envers, l'artiste a voulu évoquer à la fois les terres agricoles sur lesquelles est érigée Louvain-la-Neuve et les rouleaux des rotatives utilisées dans les imprimeries, comme l'imprimerie Denef devant laquelle se dresse la sculpture.
Par sa sculpture en tôle d'acier L'Alu Blister, réalisée en 2007 au no 5 de la rue du Bosquet, Vincent Strebell a choisi de faire allusion à l'activité de la firme commanditaire Constantia, spécialisée dans l'impression de feuilles d'aluminium pour l'industrie pharmaceutique,. Pour reprendre les mots de l'ouvrage L'art dans la ville - Promenades à Ottignies-Louvain-la-Neuve « Les deux cercles ouverts en biais jouent avec les variations lumineuses de la journée ».

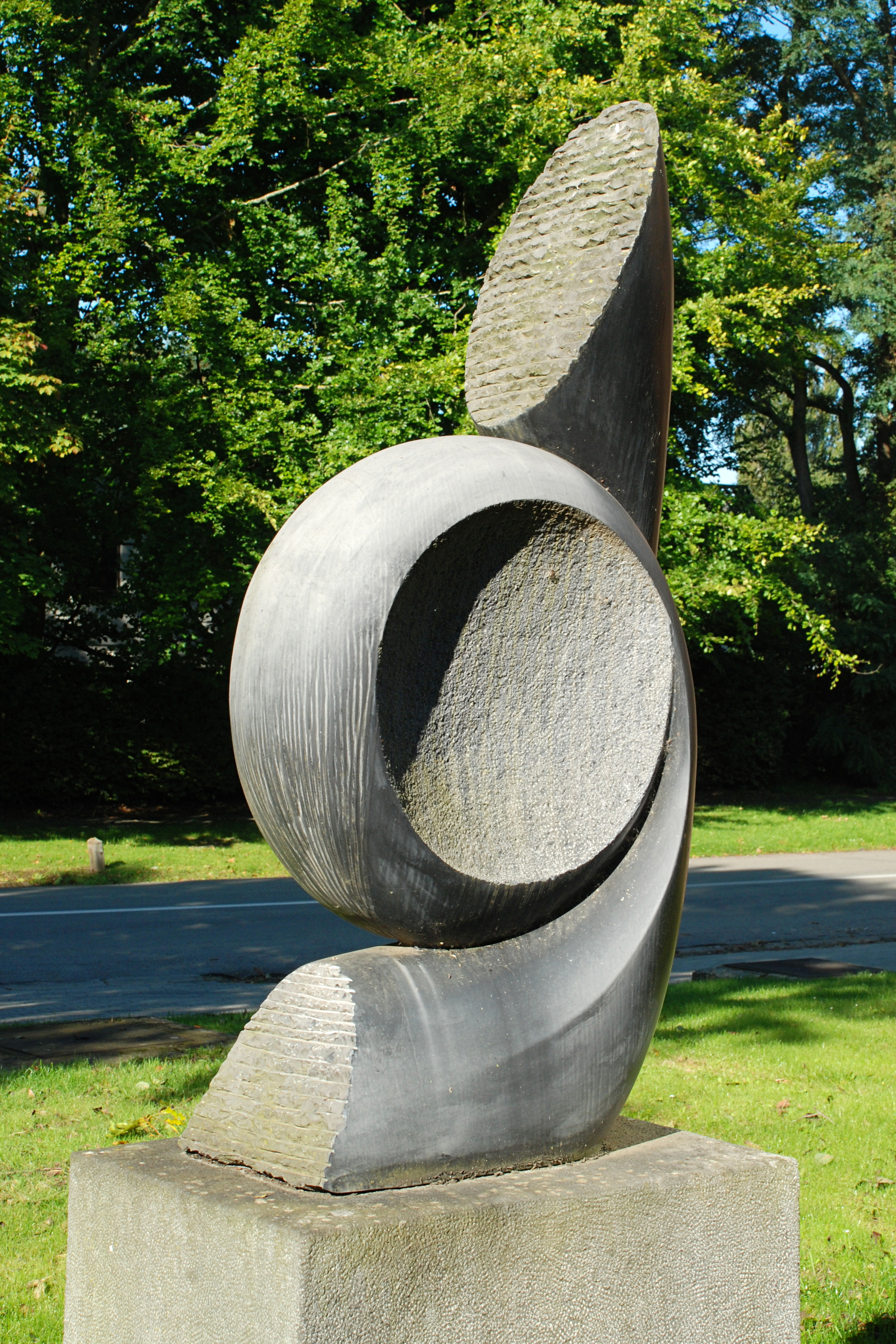
Patience Marian Sava (2005).
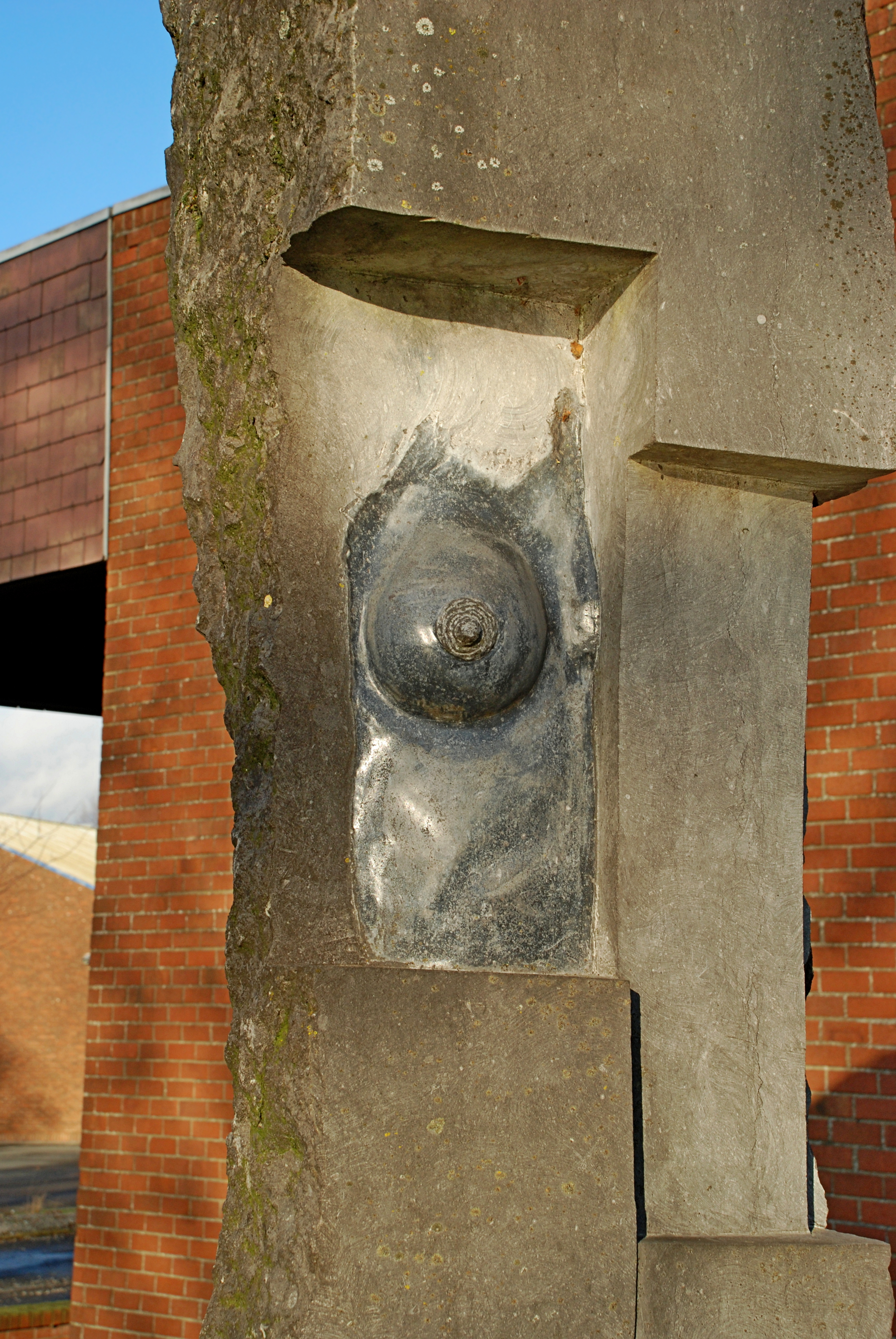
La Découverte Luc Vanhonnacker (2005).
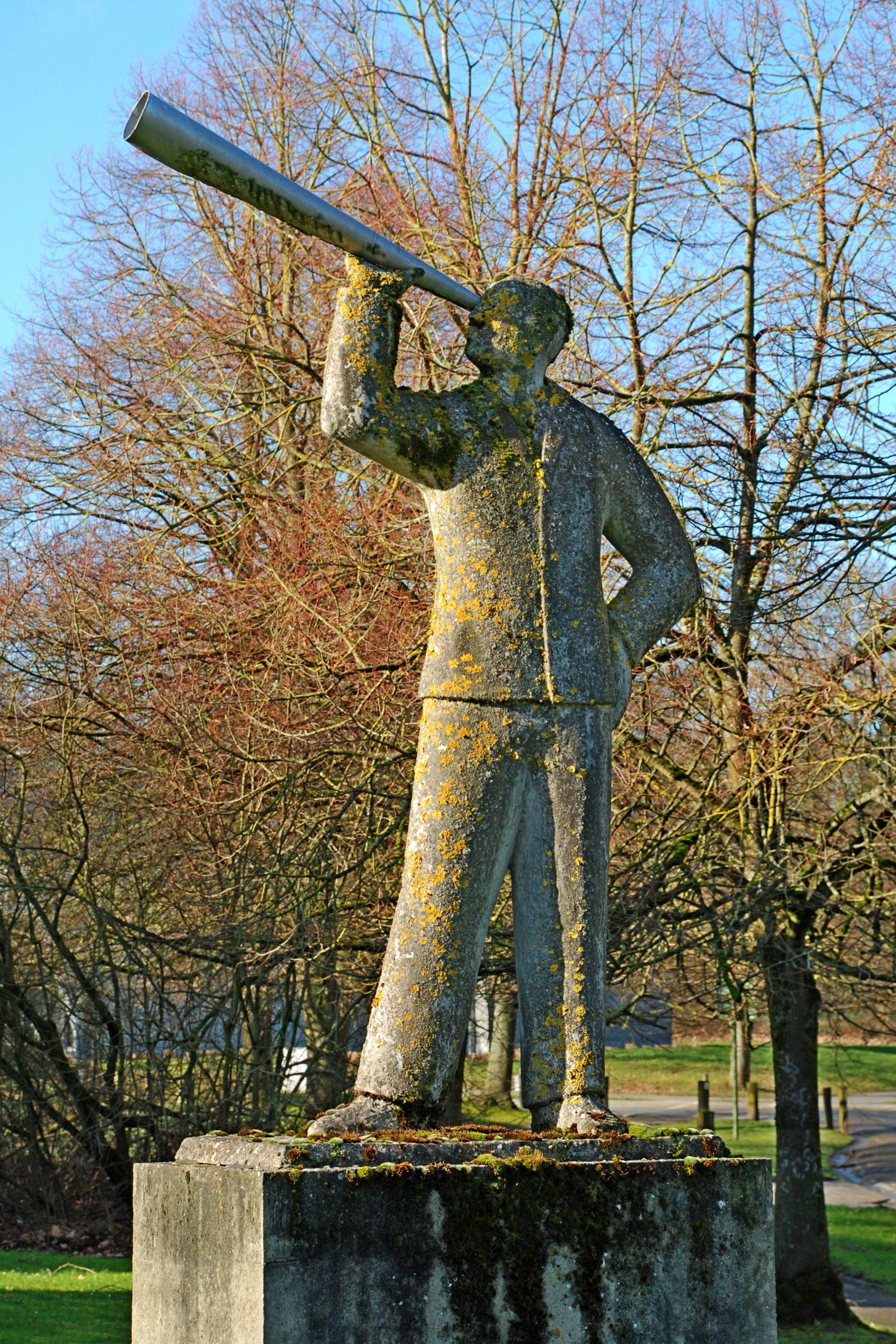
À la recherche de l'étoile perdue Philip Aguirre (2006).
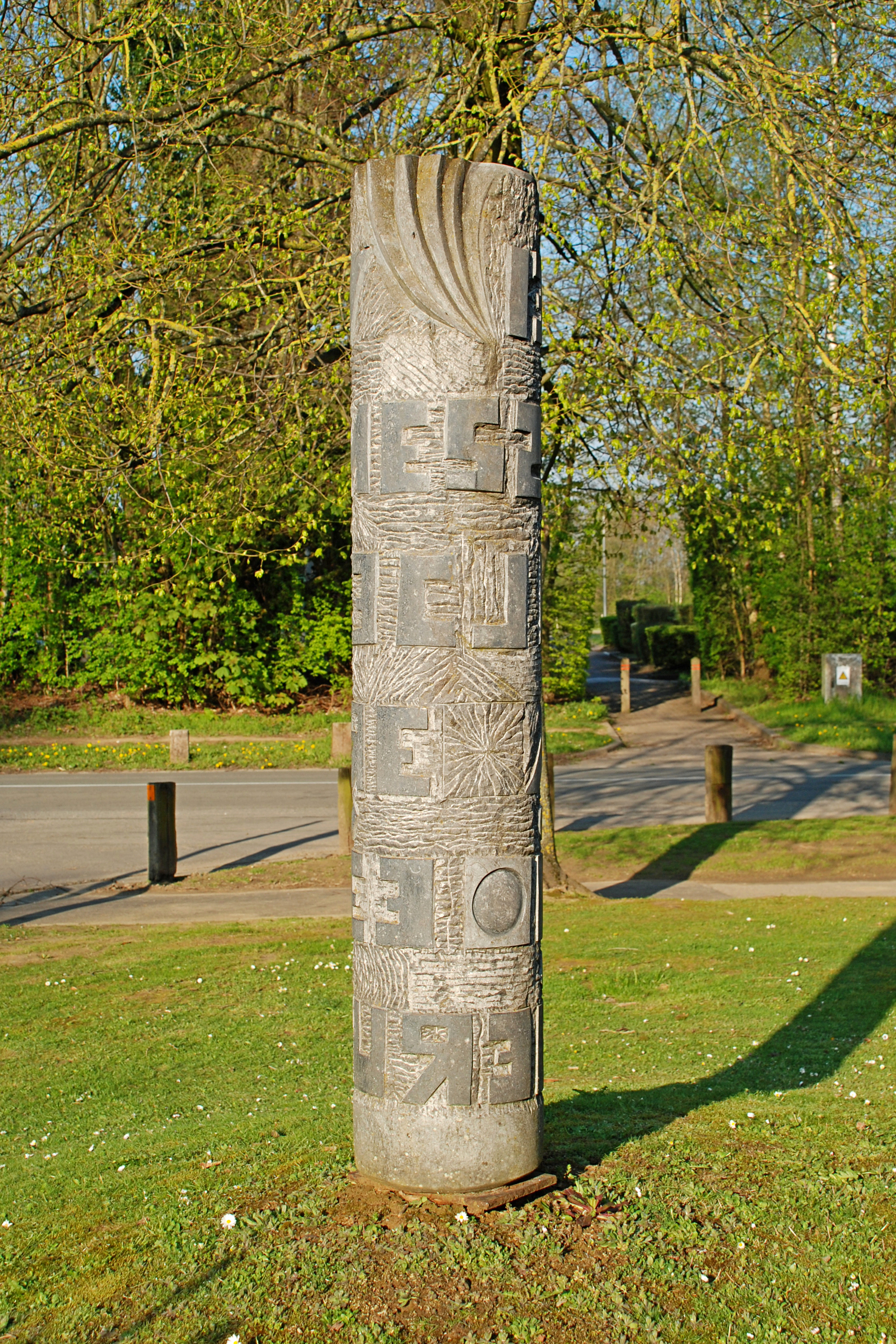
Œuvre sans titre (Rouleau) Geneviève Vastrade (2006).
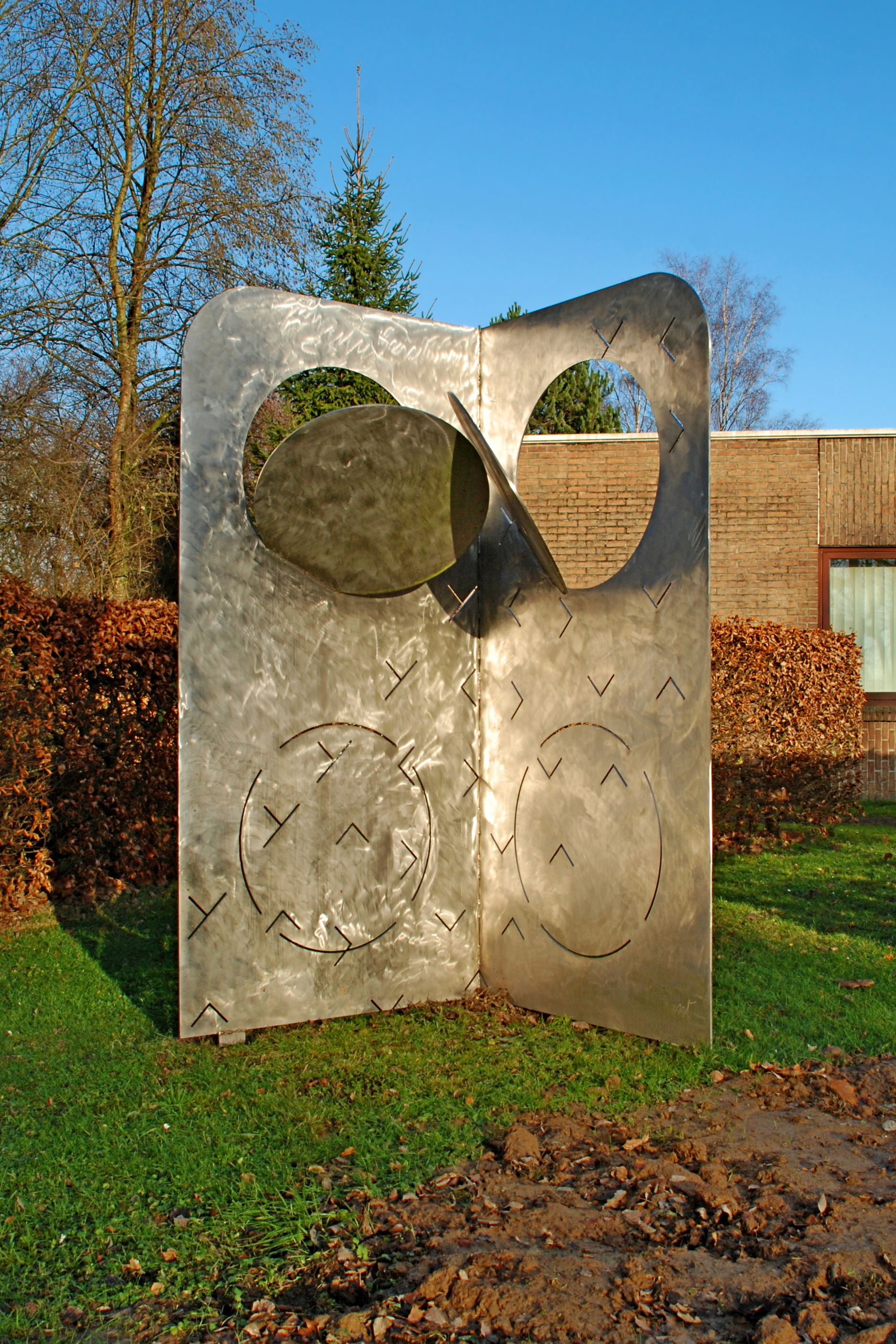
Alu Blister Vincent Strebell (2007).

#### Sculptures des années 2010
Devant le no 7 de la rue de Rodeuhaie se dresse une sculpture en acier inox satiné réalisée par Thierry Bontridder en 2013 et intitulée Speira.
L'artiste a choisi « la spirale qui nous fascine tous par son omniprésence dans l'univers. Forme privilégiée du vivant, on la retrouve aussi bien dans l'infiniment petit (ADN) que dans l'infiniment grand (galaxies) ». Selon lui « Le recours aux légers plis dans la feuille d'acier accentue le dynamisme de la sculpture et offre à la vue un peu l'aspect des praxinoscopes. Les praxinoscopes permettaient autrefois d'animer une image par leurs reflets sur un tambour cylindrique en rotation composé de petits miroirs ».

Speira
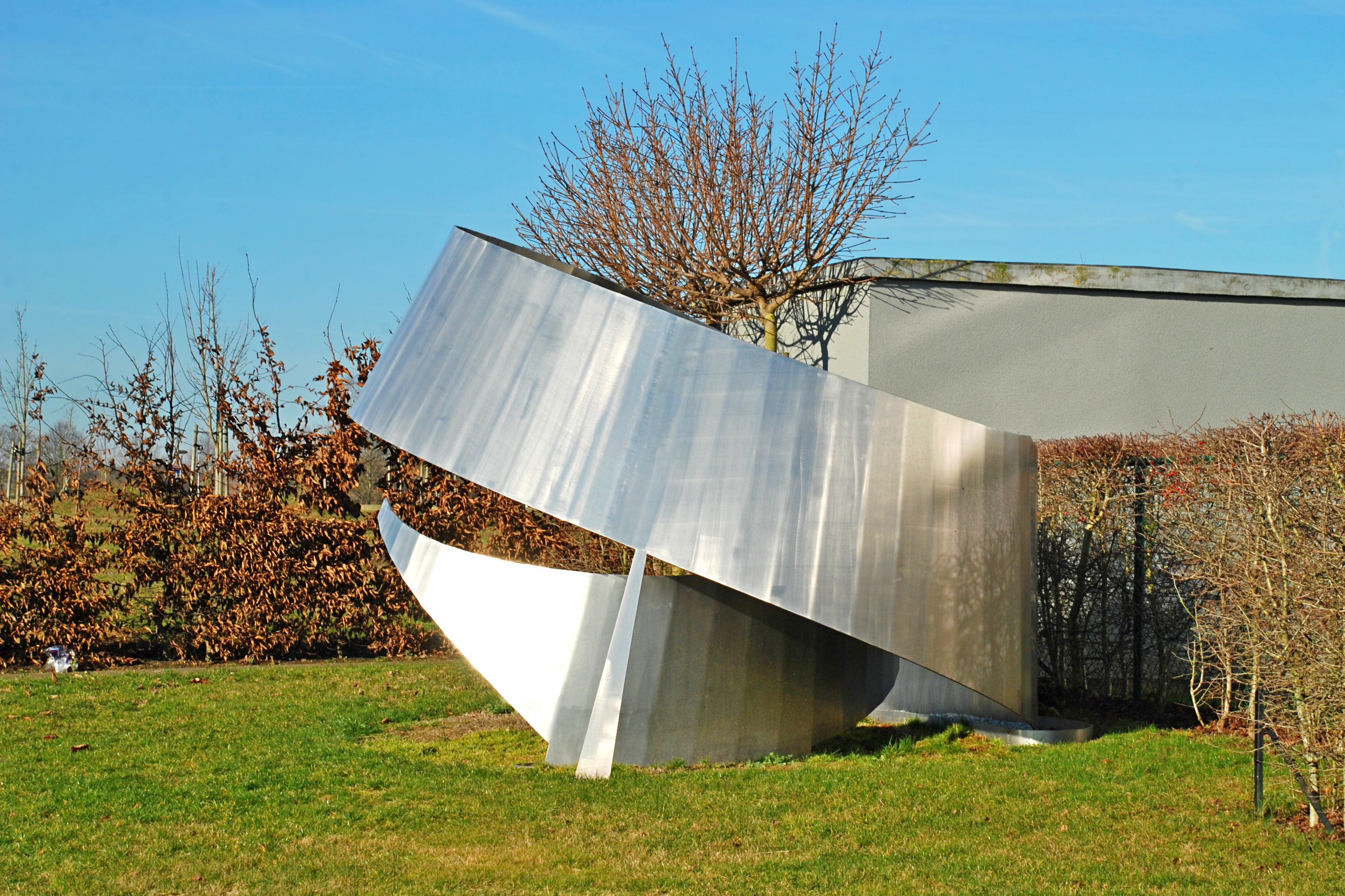
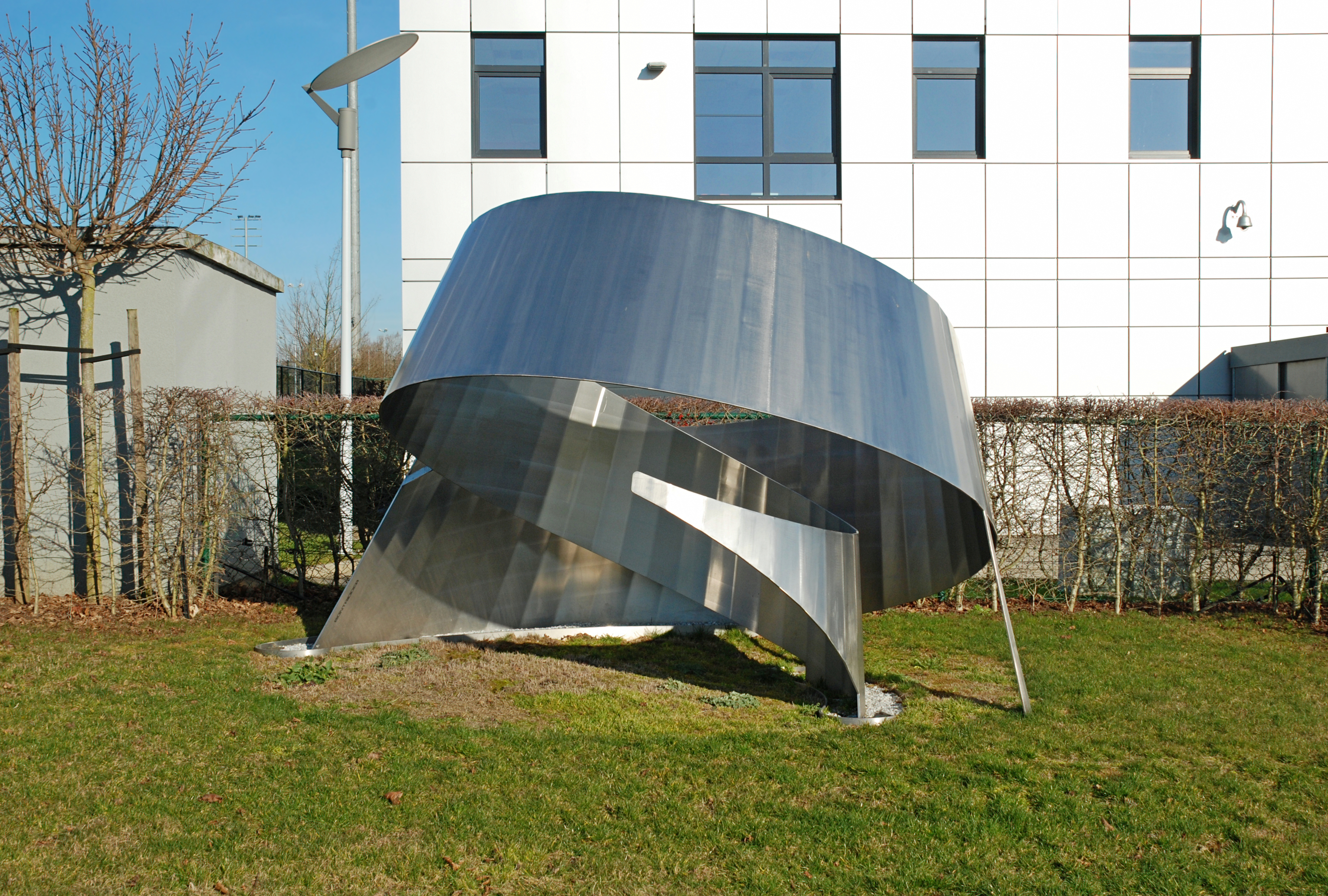